# Niederdeutsche Sprache
Niederdeutsch ist eine westgermanische Sprache. Die niederdeutschen Sprachformen bilden zusammen mit den hochdeutschen, niederfränkischen und friesischen Sprachformen das kontinentalwestgermanische Dialektkontinuum. Eine gemeinsame niederdeutsche Schriftsprache besteht nicht mehr. Sie gab es aber bis in das 16. Jahrhundert (mittelniederdeutsche Schriftsprache). Das moderne Niederdeutsche (Neuniederdeutsch) ist in zahlreiche Dialekte gegliedert.

## Begriff und Einordnung
Als niederdeutsche Sprache (auch Plattdeutsch genannt für das „deutsch des platten Landes“, regionale Eigenbezeichnungen Plattdütsch, Plattdütsk, Plattduitsch u. a. oder kurz Platt) werden heute zumeist die westgermanischen Sprachformen mit Standardhochdeutsch als Schrift- und Dachsprache bezeichnet, während das Niedersächsische in den Niederlanden (Nedersaksisch) Standardniederländisch als Schrift- und Dachsprache hat. Das heutige Niederdeutsch ist aus den alten sächsischen Mundarten (Altsächsisch) des Altniederdeutschen entstanden.
Sein ursprüngliches Sprachgebiet ist der Nordwesten des heutigen Deutschland und der Nordosten der heutigen Niederlande. Die Kurzformen Plattdeutsch oder Platt findet man auch beim Niederfränkischen und tlw. auch bei den mitteldeutschen Mundarten, etwa dem Nordhessischen, die aber den Hochdeutschen Dialekten zuzuordnen sind. 
Wie bei Mittel- und Oberdeutsch lässt sich die Bezeichnung Niederdeutsch geographisch herleiten: Das Niederdeutsche bezeichnet Sprachformen, die in den tiefer gelegenen, also „niederen“ nördlichen Regionen beheimatet sind. Die niederdeutschen Dialekte weisen aufgrund ihrer gemeinsamen Herkunft aus der Gruppe der nordseegermanischen Sprachen Ähnlichkeiten mit dem Englischen und den Friesischen Sprachen auf. Definierende Merkmale des Niederdeutschen sind das Ausbleiben der zweiten germanischen (hochdeutschen) Lautverschiebung (im Gegensatz zu den mittel- und oberdeutschen Mundarten und damit auch vom Hochdeutschen, die diese Lautverschiebung vollzogen haben), das Ausbleiben der Palatalisierung (im Gegensatz zum Friesischen) und die Verwendung von Pronomina und Artikeln mit d- (im Gegensatz zum Niederfränkischen einschließlich der Dachsprache Niederländisch).
Die mittelniederdeutsche Kanzlei- und Rechtssprache des 13. bis 16. Jahrhunderts wurde auch als Verkehrssprache in Handel und Diplomatie sowie als Literatursprache verwendet (siehe Hansesprache, Sachsenspiegel) und war überregional geprägt, bestand aber schon damals neben verschiedenen gesprochenen Dialekten. Als Literatursprache wird Niederdeutsch teilweise bis in die Gegenwart verwendet, allerdings auf Basis regionaler Dialekte. Heute stehen die verbliebenen niederdeutschen Dialekte unter starkem Einfluss der jeweiligen Dachsprache, des Standarddeutschen und des Standardniederländischen. Teilweise wurden sie durch neue, auf hochdeutscher Grundlage gebildete Regiolekte mit niederdeutschem Substrat abgelöst (z. B. Ruhrdeutsch, Missingsch, Berlinisch).

## Name und Status

### Eigenbezeichnung
Übliche zeitgenössische Eigenbezeichnungen des Niederdeutschen sind Plattdütsch, Plattdüütsch, Plattdütsk, Plattdüütsk, Plattduitsk und ähnliche. (Der Ausdruck Platt hingegen ist mehrdeutig und wird nicht ausschließlich in Bezug auf das Niederdeutsche verwendet; auch im westmitteldeutschen Sprachraum, etwa im Rheinland und der Eifel, bezeichnen Mundartsprecher ihre Mundart so.)
Die Schreibung Plattdüütsch nach Johannes Saß, der eine niederdeutsche Rechtschreibung mit Blick auf Konventionen und Dialekte Niedersachsens und Schleswig-Holsteins festgelegt hat, ist heute am weitesten verbreitet. Im ostniederdeutschen Sprachraum herrscht – möglicherweise durch die fehlende geographische Nähe zum Niederländischen, das lange Vokale oft doppelt schreibt – die Schreibung Plattdütsch vor.
In Gebieten mit ursprünglich Ostfriesisch sprechender Bevölkerung ist umgangssprachlich die Bezeichnung Plattdütsk üblich. Deren Aussprache variiert von [ˈplʌtdyːtʃ] über [ˈplʌtdyːtʃk] bis zu [ˈplʌtdyːtsk].
Die dem Niederpreußischen entsprungenen mennonitischen, osteuropäischen und panamerikanischen Dialekte werden als Plautdietsch bezeichnet. (In diesen Mundarten ist kurzes altniederdeutsches /a/ unter bestimmten Bedingungen zu /au/ diphthongiert.)
Daneben wird auch die Bezeichnung Nedderdütsch, -düütsch, -dütsk, -düütsk verwendet, in den Niederlanden hingegen vor allem (Neder)saksisch. Dagegen bezieht sich der deutsche Ausdruck Niedersächsisch in der Regel nur auf die westlichen niederdeutschen Mundarten, die sich vom Ostniederdeutschen abheben, das in seiner Entstehungszeit, der deutschen Ostkolonisation, auch vom Niederfränkischen beeinflusst wurde.
Die Bezeichnung Niedersächsisch bzw. Nedersaksisch ist die Grundlage des ISO-639-3-Codes nds.

### Geschichte der Bezeichnung
Aus altniederdeutscher bzw. altsächsischer Zeit ist kein einheimischer Name für die altsächsische Sprache belegt. In lateinischen Texten findet sich der Ausdruck lingua Saxonica („sächsische Sprache“); der Stammesname der Saxones war bereits vor der Auswanderung der Angelsachsen nach Britannien üblich und wurde dort weitergeführt. Die walisische Bezeichnung Saesneg und die irische Bezeichnung Sasanach, älter Saxanach, gehen wahrscheinlich auf das Lateinische zurück, ein hypothetisches angelsächsisches *seaxanig bzw. altniederdeutsches *sahsonik kann daraus nicht motiviert werden und ist auch nicht belegt. Die spätere mittelniederdeutsche Selbstbezeichnung sassesch lässt die altniederdeutsche Bezeichnung *sahsisk vermuten.
Eine weitere neben dieser und der klassisch-lateinischen Bezeichnung lingua Germanica war lingua Theudisca, das u. a. im Prolog des Heliand erscheint (Theudisca poëmata) und das spätere deutsch (altniederdeutsch *thiudisk) vorwegnimmt, sonst jedoch vor allem für die germanische(n) Sprache(n) des Frankenreiches Anwendung findet (sofern diese in den Darstellungen überhaupt vom Altsächsischen unterschieden wurden).
Die mittelniederdeutsche Wendung tō dǖde, später gelegentlich mit „zu Deutsch“ übersetzt, war wohl keine Selbstbezeichnung der Sprache, sondern ist analog zum frühneuhochdeutschen „zu deute“ eine Ableitung von düden („deuten“) und meint, dass in deutlicher, verständlicher, klarer Sprache gesprochen oder geschrieben wurde, also in der Volkssprache und etwa nicht auf Latein. Wenn die eigene Sprache gegenüber dem Hochdeutschen oder Niederländischen abgegrenzt werden sollte, wurden Bezeichnungen wie unse düdesch („unser Deutsch“), sassesch düdesch („sächsisches Deutsch“), moderlike sprake („Muttersprache“) verwendet. Im 15. und 16. Jahrhundert waren Bezeichnungen, die sassesch enthielten, am gebräuchlichsten, vor allem sassesch oder sassesche sprake, später auch mit verdeutlichender Vorsilbe nedder-sassesch.
Beide Bezeichnungen, Niederdeutsch und Hochdeutsch, wurden aus dem Niederländischen entlehnt. Als hoghen duutsche und neder duutsche tauchten sie in einem mittelniederländischen Text von 1457 erstmals auf. Zunächst hatten die Bezeichnungen eine rein geografische Bedeutung. Mit Niederdeutsch waren die Sprachen am Niederrhein und Westfalens gemeint, wohingegen Hochdeutsch (oft synonym mit dem anfangs häufiger verwendeten Oberländisch) für die Sprachformen des Hügel- und Berglandes am Rhein verwendet wurde. Der Gebrauch des Wortes Niederdeutsch blieb jedoch bis ins 17. Jahrhundert selten. Erst später entwickelte sich aus der Bezeichnung Niederdeutsch die in der Dialektologie übliche Dreiteilung des deutschen Sprachraumes in Nieder-, Mittel- und Oberdeutsch, die durch die Grammatiken von Justus Georg Schottelius, Johann Bödiker und Martin Opitz popularisiert wurde.
Im 17. Jahrhundert kommt außerdem die Bezeichnung Plattdeutsch auf, die sassesch und ähnliche verdrängt und zur allgemein üblichen Bezeichnung des Niederdeutschen wird. Dieser neue Name ist über das Mittelniederländische ins Niederdeutsche und von dort aus ins Hochdeutsche gelangt. Ursprünglich geht er auf das griechische Wort platús („flach, breit“) zurück, das über das Lateinische (plattus) und Französische (plat) in den germanischen Sprachraum gelangt war. Die Grundbedeutung des Wortes war im Mittelniederländischen noch wie im Griechischen „flach“, doch trug es bereits Nebenbedeutungen. Etwa in der für das Jahr 1388 bezeugten Wendung platten lande van Brabant wurde mit plat das ländliche, unbebaute Gebiet Brabants beschrieben. Im 16. Jahrhundert entstanden weitere Konnotationen, wie in platte wijn („Wein mit niedrigem Alkoholgehalt“), plat van ghestalt zijn („einfacher Herkunft sein“), plat spreken („offen oder klar sprechen“), und eine Delfter Bibel von 1524 war in goede platten duytsche gedruckt, was „im vertrauten, verständlichen Niederländisch“ oder „in der niederländischen Volkssprache“ (und eben nicht auf Latein) bedeutete. Diese Bedeutung – vertraute, verständliche Volkssprache – hat sich im 17. Jahrhundert auch im niederdeutschen Gebiet verbreitet. Ein Unterschied zwischen dem niederländischen und dem (nieder)deutschen Gebrauch der Bezeichnung plat(t) besteht darin, dass plat im Niederländischen hauptsächlich als Adjektiv gilt: man sagt nicht Antwerps plat („Antwerpener Platt“), sondern plat Antwerps („der Antwerpener Dialekt“).
Als sich die moderne germanistische Sprachwissenschaft im 19. Jahrhundert herausbildete, wurde der Begriff „Niederdeutsch“ zunächst verwendet, um alle westgermanischen Sprachen zu bezeichnen, die nicht an der zweiten germanischen Lautverschiebung teilgenommen hatten; das heißt nicht nur das eigentliche Niederdeutsche, aber auch das Friesische, das Niederländische und das Englische. Obwohl diese neuartige sprachwissenschaftliche Terminologie auch von englischen und niederländischen Linguisten jener Zeit übernommen wurde, betrachteten sie die alternativen Bedeutungen von Niederdeutsch in Deutschland – nämlich „grob“, „ungebildet“ oder „bäuerlich“ – als problematisch. Als Robert Gordon Latham im Jahr 1876 das Vorwort zu Samuel Johnsons (1709–1784) berühmtem Werk The History of the English Language unter Einbeziehung der damals neuesten sprachwissenschaftlichen Erkenntnisse überarbeitete, bemühte er sich daher besonders, klarzustellen, dass Englisch und Niederländisch zwar im geografischen Sinne als niederdeutsch einzuordnen seien, jedoch – im Gegensatz zu den norddeutschen Dialekten – nicht im abwertenden Sinne als niederdeutsch zu verstehen seien.
Mit dem Fortschreiten der Methoden und wissenschaftlichen Standards der germanistischen Sprachwissenschaft wurde die Kategorie Niederdeutsch seither neu gefasst und auf das tatsächliche Niederdeutsche beschränkt, während Englisch, die friesischen Sprachen und Niederländisch in eigene Unterkategorien des Westgermanischen eingeordnet wurden.

### Die Stellung des Niederdeutschen
Der Status des Niederdeutschen wird in der vergleichenden Sprachwissenschaft einerseits und Teilen der Soziolinguistik und Literaturwissenschaft andererseits unterschiedlich beurteilt. Für jede der einander widersprechenden Positionen wird dabei jeweils auch mit der Selbsteinschätzung der Sprecher argumentiert.
- Position der vergleichenden Sprachwissenschaft: Man kann Niederdeutsch als eine Schwestersprache des Hochdeutschen ansehen. Diese Sichtweise betont, dass sich das Niederdeutsche seit der Zweiten Lautverschiebung (400–600 n. Chr.) eigenständig vom Hochdeutschen entwickelt hat. Dabei hat es durchaus einen ständigen Austausch mit dem Hochdeutschen gegeben. Niederdeutsch stehe diesem daher ebenso nah oder fern wie etwa das Niederländische oder das Friesische, sowie deutlich ferner als das Jiddische, deren Status als eigenständige Sprachen allgemein anerkannt wird. Insbesondere die unterschiedliche Entwicklung der Vokale im Spätmittelalter führte dazu, dass es oftmals nicht möglich ist, die hochdeutsche Lautung eines Wortes aus seiner niederdeutschen Form (bzw. umgekehrt) vorauszusagen, so dass niederdeutsche und hochdeutsche Phonologie unabhängig voneinander erworben werden müssen (nd. /o:/ entspricht hd. /u:/ in Fot ‚Fuß‘, aber hd. /o:/ in grot „groß“, hd. /s/ entspricht nd. /s/ in Hus „Haus“, aber nd. /t/ in dat „das“). Das Niederdeutsche hat über die Phonologie hinaus einen eigenständigen Wortschatz und eine Grammatik, die von der hochdeutschen erheblich abweicht.[27] Anknüpfungspunkte zu diesen abweichenden Elementen finden sich im Niederländischen und Englischen. Niederdeutsch selbst teilt sich wiederum in verschiedene Dialekte auf.

- Position der Soziolinguistik und Literaturwissenschaft: Da das Niederdeutsch von der hochdeutschen Standardsprache überdacht wird, hält man es vielfach für gerechtfertigt, es als Dialekt der deutschen Sprache in Deutschland[26] bzw. der niederländischen Sprache in den Niederlanden einzuordnen. Niederdeutsche Dialekte haben zudem einen gewissen Anteil an der Ausformung der hochdeutschen Standardsprache gehabt, vor allem bei der Aussprache. Eine überregionale niederdeutsche Schriftsprache hingegen fehle heute.[28] Daher stehen neben historischen und i. e. S. sprachwissenschaftlichen auch soziolinguistisch motivierte Einschätzungen, die mehr der jüngeren politischen Entwicklung Rechnung tragen wollen. Für eine Kategorisierung als Dialekt spricht demnach v. a. dessen funktionale Beschränkung in Folge eines gravierenden Sprachwechsels, den Ulf-Thomas Lesle, Jan Goossens, Willy Sanders und Dieter Stellmacher beschreiben,[29] insbesondere das Fehlen einer überregionalen Literatursprache in der Neuzeit. Allerdings ist das Fehlen einer Literatursprache kein sprachwissenschaftliches, sondern ein politisches Kriterium. Außerdem sind die meisten der heute gesprochenen Sprachen schlecht dokumentiert, d. h., nicht oder nur unzureichend verschriftet.[30] In diesem Sinne stellt übrigens Stellmacher 1981 (S. 8) klar, dass bei seinen Überlegungen „[u]nter S p r a c h e (…) hier und im folgenden nur die Standardsprache gemeint sein [kann]; das ist genau zu beachten“.[31] Das Fehlen einer standardisierten neuniederdeutschen Schriftsprache wird auch von Kritikern dieser Position nicht bestritten, ist für eine auf sprachlichen Merkmalen basierenden Definition von Sprache aber nicht relevant.

- Vermittelnde Position: Beispielsweise Heinz Kloss betrachtet das Niederdeutsche heute als eine scheindialektisierte Abstandsprache. Damit meint er, dass das Niederdeutsche sich in der Vergangenheit autonom entwickelt hat und auch heute noch dem Hochdeutschen genügend unähnlich ist. Dessen ungeachtet werde Niederdeutsch heute als deutscher Dialekt (Scheindialekt) angesehen, da die standardsprachlichen Funktionen nun von der Dachsprache Hochdeutsch übernommen werden.[32] Ähnlich Menke (1998, S. 184): „[D]ie unter dem Dach der hochdeutschen Kultursprache existierenden dialektalen niederdeutschen Sprechformen sind am ehesten als eine Varietät der historischen Einzelsprache Niederdeutsch (…) zu begreifen“,[33] sowie Schröder (2004, S. 35 f.): „[D]as Niederdeutsche (…) [lässt sich] unter synchronen Gesichtspunkten als Teil des Diasystems der deutschen Sprache insgesamt fassen. In diachroner Perspektive ist das heutige Niederdeutsche (…) [jedoch] aus dem Protosystem des Altniederdeutschen (im Gegensatz zum Althochdeutschen) hervorgegangen.“[34]

Wer die Eigenständigkeit des Niederdeutschen sieht, der verweist auf die Unterschiede zwischen Niederdeutsch und Hochdeutsch, wer dies bestreitet, auf deren unzureichende Unähnlichkeit. Auch hierzu gibt es unterschiedliche Meinungen. So hält Ulrich Ammon das Niederdeutsche für einen „Grenzfall der Ähnlichkeit, bei dem sich aufgrund der bisherigen, lediglich intuitiven Handhabung des Ähnlichkeitskriteriums nicht jeder Kenner der Sachlage gleich entscheidet“.

## Schriftsprache und heutiger Schutzstatus

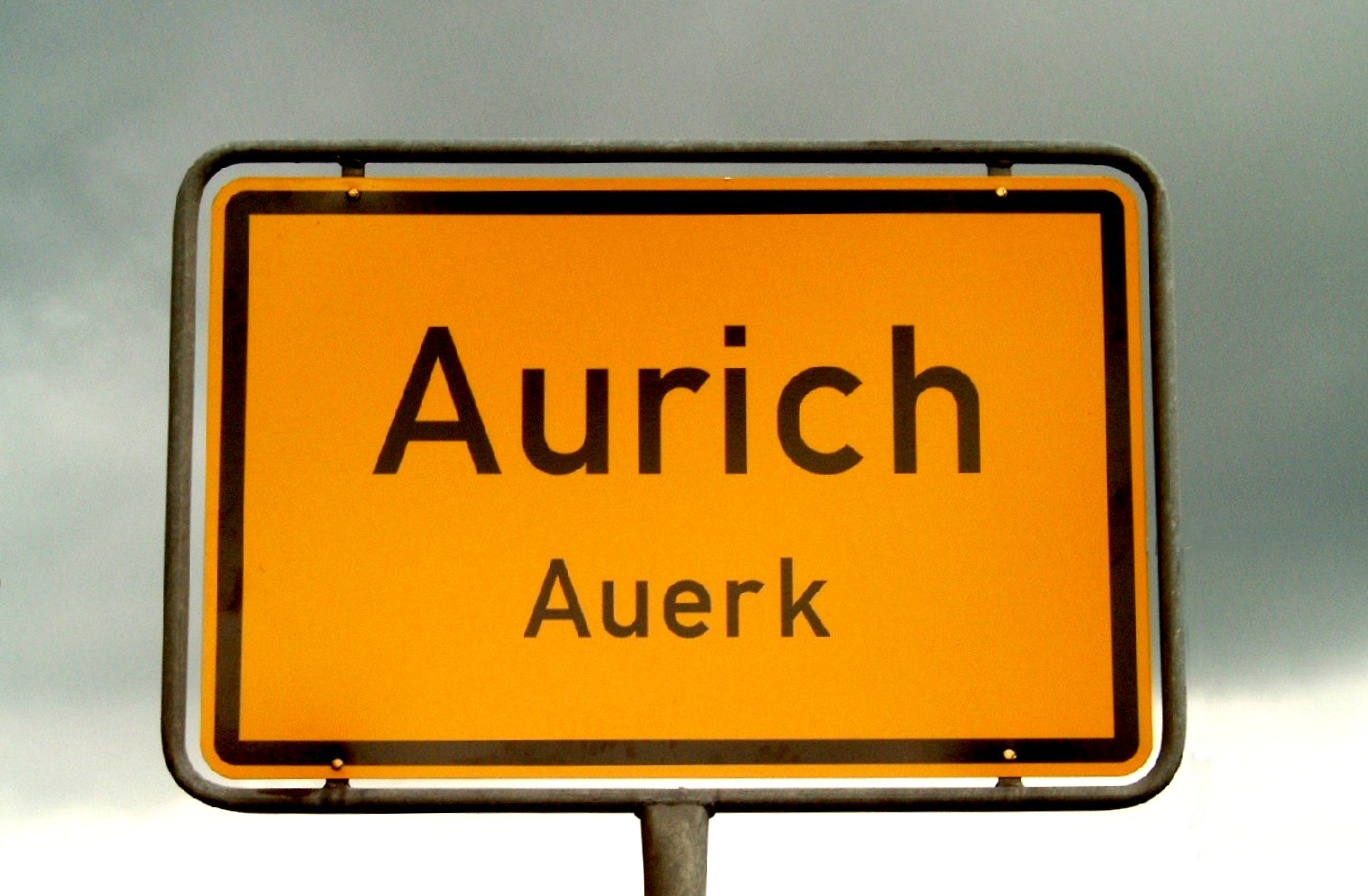
Hochdeutsch-niederdeutsches Ortsschild in Aurich (niederdeutsch Auerk)

Bis etwa in das 16. Jahrhundert bestand mit dem Mittelniederdeutschen eine überregionale niederdeutsche Schriftsprache, die als Sprache der Hanse großen Einfluss vor allem auf die skandinavischen Sprachen ausgeübt hat. Seit Mitte des 19. Jahrhunderts wurden im Zuge eines Medienwechsels von der Mündlichkeit zur Schrift auch plattdeutsche Dialekte wieder als Literatursprache eingesetzt, so von Fritz Reuter, Klaus Groth und anderen. Thomas Mann verwendete in seinen Buddenbrooks das Plattdeutsche seiner Heimatstadt Lübeck nicht allein, um die Sprechweise der sogenannten kleinen Leute zu kennzeichnen. Tatsächlich war das lübische Niederdeutsch im Mittelalter lingua franca der Hanse gewesen, so dass sich wohl noch im 19. Jahrhundert ein Abglanz von Hochsprachlichkeit in den großbürgerlichen Kaufmannsfamilien bewahrt haben konnte. Anhand des Romans von Thomas Mann oder auch von Uwe Johnsons Romantetralogie Jahrestage kann man die Entwicklung des Niederdeutschen als gesprochener Sprache gut nachvollziehen. Als Reflex dieser Verschriftlichung und Literarisierung des Niederdeutschen hat sich eine niederdeutsche Philologie innerhalb der deutschen Philologie herausgebildet.
Das Niederdeutsche ist im Rahmen der Sprachencharta des Europarats in den Niederlanden (dort als Nedersaksisch) und in Deutschland offiziell anerkannt und geschützt. In Deutschland sind die diesbezüglichen Regelungen 1999 in Kraft getreten. In einigen bundesdeutschen Ländern gibt es gesetzliche Regelungen gegen die Diskriminierung des Niederdeutschen. So sind in Schleswig-Holstein die Behörden verpflichtet, Anfragen und Anträge auf Plattdeutsch zu bearbeiten, und berechtigt, auch auf Plattdeutsch zu beantworten. Der Bundesgerichtshof hat festgestellt, dass auch Patent- und Gebrauchsmusteranmeldungen beim Deutschen Patent- und Markenamt in München auf Plattdeutsch eingereicht werden können; sie werden allerdings als „nicht in deutscher Sprache abgefasst“ angesehen, bedürfen also einer Übersetzung. Im Gegensatz zu der – wesentlich auf die Spezialnorm des § 4a GebrMG (parallel dazu § 35 PatG) gestützten – Rechtsauffassung des Bundesgerichtshofs in dieser Entscheidung gehen andere Juristen und Gerichte aber davon aus, dass der Begriff deutsche Sprache sowohl die hochdeutsche als auch die niederdeutsche Sprache einschließt; nach dieser Rechtsauffassung, die auch in Schleswig-Holstein vertreten wird, ist neben Hochdeutsch auch Niederdeutsch als Teil des Deutschen eine Amtssprache in Deutschland. In der Freien und Hansestadt Hamburg gilt Plattdeutsch neben Hochdeutsch als faktische Amtssprache, weswegen Anträge, die in niederdeutscher Sprache in die Hamburgische Bürgerschaft, das Landesparlament, eingebracht wurden, auch auf Plattdeutsch im Plenum beraten werden.
Innerhalb des Niederdeutschen besitzt vor allem das Nordniedersächsische, in Ostdeutschland zum Teil auch das Mecklenburg-Vorpommersche, eine überregionale Bedeutung in der Sprachvermittlung, da für diese relativ viel Ressourcen (Texte, Medien, Lehrmittel, Berücksichtigung bei Studiengängen) verfügbar sind, während das für die meisten regionalen Dialekte nicht oder nur eingeschränkt gilt. Daraus ergibt sich für regionale Dialekte, die diesen beiden Varietäten weniger nahestehen (West- und Ostfälisch, Märkisch) potentiell eine zusätzliche Bedrohungssituation, der man teilweise dadurch nachzukommen versucht, dass gezielt mehrere Dialektgruppen angesprochen werden, sowie durch die Entwicklung regional angepasster Lehrmaterialien.

## Niederdeutsche Sprachpolitik
Durch den Schutz der Europäischen Charta der Regional- oder Minderheitensprachen in Deutschland wird der Niederdeutscherhalt und die Sprachenpflege auch politisch begleitet und gefördert. Sowohl gesellschaftliche als auch politische Akteure sind in diesem Prozess involviert. Die acht Bundesländer, welche die Sprachencharta für den Erhalt der niederdeutschen Sprache unterschrieben haben (Brandenburg, Bremen, Hamburg, Mecklenburg-Vorpommern, Niedersachsen, Nordrhein-Westfalen, Sachsen-Anhalt und Schleswig-Holstein), legen dabei alle 3 Jahre einen Turnus-Bericht vor, in welchem sie zu den einzelnen unterschriebenen Artikeln Stellung beziehen. Für die Bundesländer gibt es je einen Niederdeutschbeauftragten. Zu diesem Bericht erarbeitet auch der Bundesrat für Niederdeutsch (BfN) als gesellschaftliche Interessenvertretung der niederdeutschen Sprechergruppe eine Stellungnahme zum Stand der Umsetzungen. Der BfN setzt sich aus jeweils zwei Delegierten der Sprechenden aus den jeweiligen Bundesländern zusammen. Das Bundesministerium für Inneres fasst beide Berichte der Länder zu einem Staatenbericht zusammen, im Anhang ist die Stellungnahme der Sprechergruppe zu finden. Dieser Bericht wiederum ist die Basis für ein Monitoringverfahren, das auch aus Besuchen durch den Sachverständigenausschuss des Europarats besteht. Ein wieder daraufhin verfasster Bericht wird schließlich dem Ministerkomitee vorgelegt, worin vermerkt ist, ob ein Land seine Verpflichtungen erfüllt oder nicht. Dazu nimmt die Bundesregierung anschließend Stellung.

## Schulfach
In Hamburg, Schleswig-Holstein und Mecklenburg-Vorpommern ist Niederdeutsch ein Schulfach im Wahlpflichtbereich. Hamburg war 2010 das erste Bundesland, das Niederdeutsch als reguläres Fach einführte, 2014 folgte Schleswig-Holstein, 2016 Mecklenburg-Vorpommern. In Niedersachsen wird Niederdeutsch teilweise in den Unterricht anderer Fächer integriert. Seit 2017 ist Niederdeutsch ein von der Kultusministerkonferenz anerkanntes mündliches und schriftliches Prüfungsfach im Abitur. Mecklenburg-Vorpommern ist bisher das einzige Land, das einen entsprechenden Unterricht in der Sekundarstufe II eingerichtet hat.

## Anzahl der Sprecher
Allgemein ist es schwierig, die Zahl der Sprecher einer Sprache zu ermitteln. Im Falle des Niederdeutschen wird normalerweise mit Umfragen gearbeitet, in denen man die Befragten darum bittet, ihre Sprachkenntnisse selbst einzuschätzen. Zu unterscheiden ist ferner die aktive Beherrschung vom passiven Verständnis. Wenn jemand angibt, dass er das Niederdeutsche „etwas“ verstehe oder „ab und zu spreche“, ist das interpretationsbedürftig. Außerdem kann Unsicherheit darüber bestehen, was genau Niederdeutsch ist und was eher ein Regiolekt des Deutschen mit niederdeutschen Elementen. Umfragen wie die GETAS-Umfrage von 1984, so Heinz H. Menge, vernachlässigen ferner die Tatsache, dass ein Teil der Bevölkerung Norddeutschlands ausländische Wurzeln hat und durch Umfragen weniger gut erreicht wird als Einheimische. Das müsse man berücksichtigen, wenn man Umfrageergebnisse auf die Gesamtbevölkerung umrechnet, denn Menschen mit ausländischen Wurzeln haben normalerweise keinen niederdeutschen Familienhintergrund.

### In Deutschland

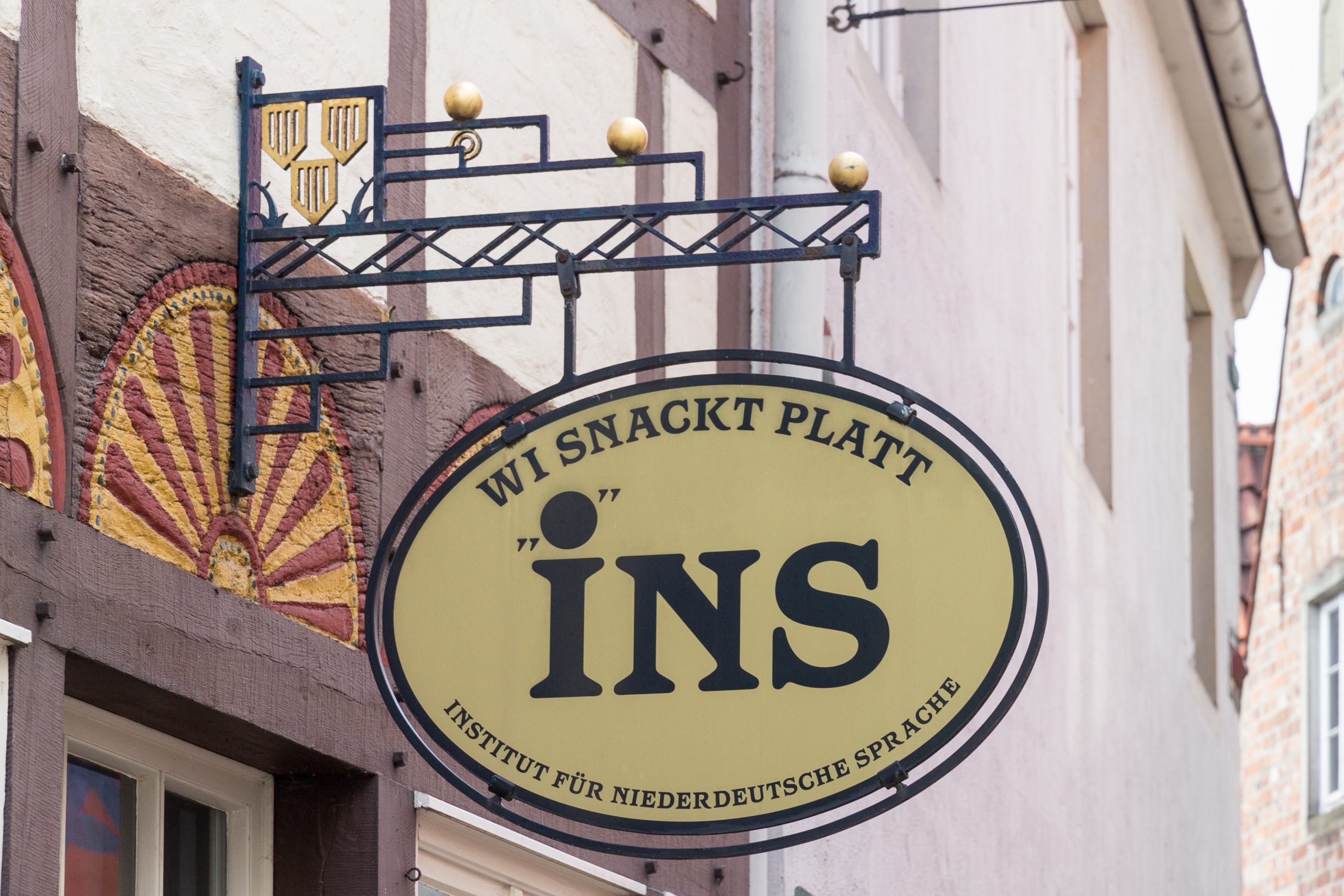
Institut für niederdeutsche Sprache im Schnoor in Bremen

Das Institut für niederdeutsche Sprache nannte 2,6 Millionen Sprecher oder 14 Prozent (2009) der Bevölkerung in Norddeutschland, die „gut oder sehr gut Platt“ sprechen, sodass das Niederdeutsche „ohne Zweifel gefährdet“ sei. Jan Wirrer beschrieb 1998 die Situation des Niederdeutschen zur Jahrtausendwende als „hochgradig moribund“. Den Anteil derjenigen, die „mäßig“ gut Niederdeutsch sprechen, beziffert Möller in der zitierten Untersuchung auf 23 Prozent oder ca. 4,3 Millionen. Der Anteil erhöht sich um die rund 200.000 Plautdietsch-Sprecher in Deutschland. Passive Sprachkenntnis der niederdeutschen Sprache besitzen bis zu 17 Millionen Deutsche: Nach der bereits erwähnten Studie des Instituts für niederdeutsche Sprache sind es 75 Prozent der Bevölkerung im Sprachgebiet der niederdeutschen Sprache. Die letzte umfassende Erhebung von 1984 zum Sprachstand des Niederdeutschen wies für die damalige Bundesrepublik Deutschland rund acht Millionen Sprecher der Regionalsprache aus. Allerdings ist spätestens seit den 1960er Jahren ein massiver Rückgang der aktiven Sprecher festzustellen. Untersuchungen im Emsland und in der Grafschaft Bentheim haben ergeben, dass in den letzten beiden Jahrzehnten die Zahl der aktiven Sprecher unter den Kindern massiv gesunken ist und die aktive Beherrschung in den vergangenen Jahren bis auf verschwindend kleine Reste quasi erloschen ist. Das Niederdeutsche hat sich vor allem in der Nähe der Nordseeküste als Nähesprache erhalten, insbesondere in Ostfriesland, im Elbe-Weser-Dreieck und in Dithmarschen.

### Außerhalb Deutschlands
In den Niederlanden sprechen nach einer Erhebung aus dem Jahre 2003 rund 1,5 Millionen Menschen die niedersächsischen Dialekte der Niederlande. In Dänemark spricht nur ein Bruchteil der deutschen Minderheit (ca. 20.000) Nordschleswigsch (oder Nordschleswiger Platt), einen Dialekt des Schleswigschen. Hinzu kommen weitere rund 300.000 Sprecher des Plautdietschen weltweit außerhalb Deutschlands, zwischen 300.000 und 400.000 Ostpommerschsprechende in Brasilien und eine unbekannte Anzahl von Niederdeutsch-Sprechern in weiteren Gebieten weltweit (unter anderem in den USA und Kanada bzw. Steinbach in Manitoba).

## Sprachgeschichte
Als Niederdeutsch werden heute allgemein jene deutschen Dialekte bezeichnet, die sich sprachgeografisch im Westen nordöstlich der Rhein-IJssel-Linie (auch Einheitsplurallinie oder Westfälische Linie genannt) befinden und weiter östlich nördlich der Benrather Linie liegen und die sich bis 1945 auch auf die Gebiete Pommerns und größtenteils auf Ostpreußen erstreckten. Im Westen ragt das Sprachgebiet auch in die Niederlande hinein, wo das Niederdeutsche als Niedersächsisch bezeichnet wird. Die Sprachgebiete südwestlich der Rhein-IJssel-Linie werden in der Regel nicht dem Niederdeutschen, sondern dem Kleverländischen und dem Limburgischen zugeordnet, also den niederfränkischen Mundarten. Das Kleverländische und Limburgische bilden den rhein-maasländischen Sprachraum.

### 5. bis 11. Jahrhundert

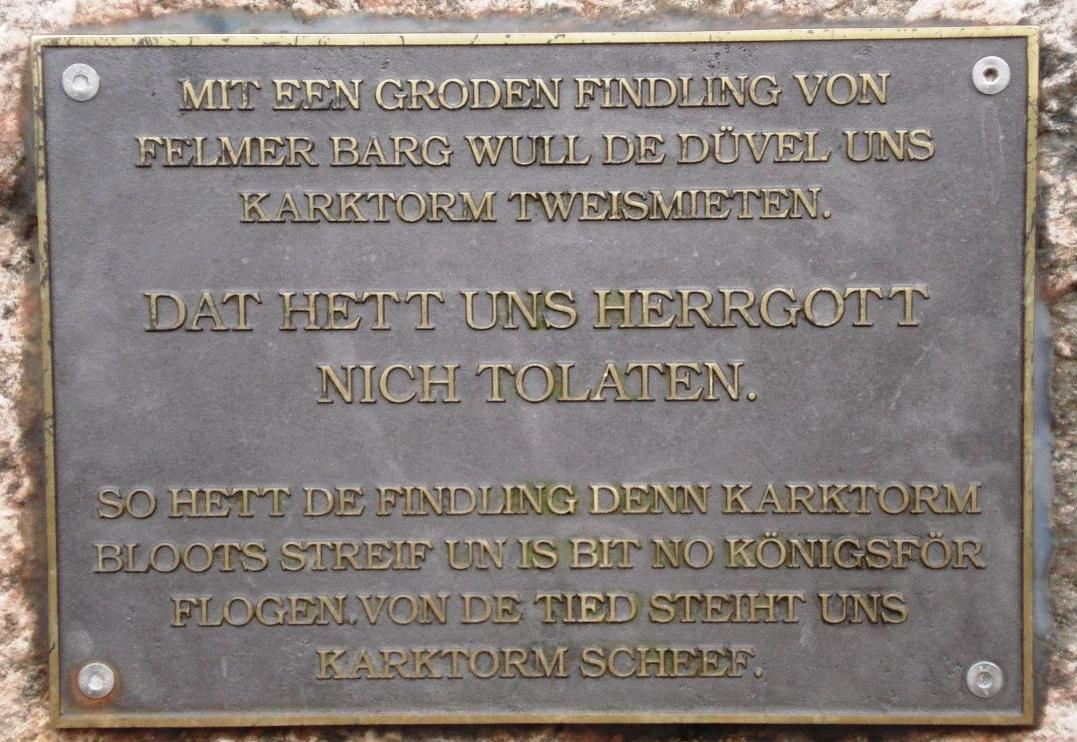
Tafel an der Teufelsplastik in Gettorf (Schleswig-Holstein) mit einem Text zur niederdeutschen Legende vom Düvelstein

Durch die Völkerwanderung breiteten sich die Sachsen – und damit auch ihre Sprache – von der Nordseeküste aus nach Süden, Südwesten sowie nach England aus. Die auf dem Kontinent verbliebenen Sachsen wurden von Beda Venerabilis als „Altsachsen“ bezeichnet; mit dieser Bezeichnung verbindet sich der Name „altsächsisch“ für die älteste Stufe des Niederdeutschen. Das Altsächsische breitete sich über ein Gebiet aus, das die heutigen Regionen Holstein (ohne Ostholstein), Stormarn, Hamburg, Bremen, Niedersachsen, Magdeburger Börde, Harz, Westfalen und die östlichen Niederlande umfasste. Im Wendland (Wenden wurden die Slawen von den Sachsen genannt) gab es noch jahrhundertelang ein slawisch-sächsisches Mischgebiet. An der Besiedlung des ostelbischen Koloniallandes waren, neben den Altsachsen, auch zahlreiche Siedler beteiligt, die aus den heutigen Niederlanden stammten.
Die angelsächsischen Dialekte und das Altenglische weisen starke Übereinstimmungen mit dem Altsächsischen auf, da die germanische Bevölkerung Großbritanniens ursprünglich im heutigen Norddeutschland beheimatet war. Aufgrund des starken Einflusses der von dänischen und norwegischen Wikingern eingebrachten altnordischen Sprachelemente in Großbritannien sowie der französischen Sprachüberlagerung und der Erosion der englischen Grammatik im Mittelalter haben sich diese Gemeinsamkeiten stark verringert, auch wenn die Verwandtschaft noch deutlich sichtbar ist. So hat das Englische seinen westgermanischen Grundcharakter nie verloren.

### 11. bis 17. Jahrhundert

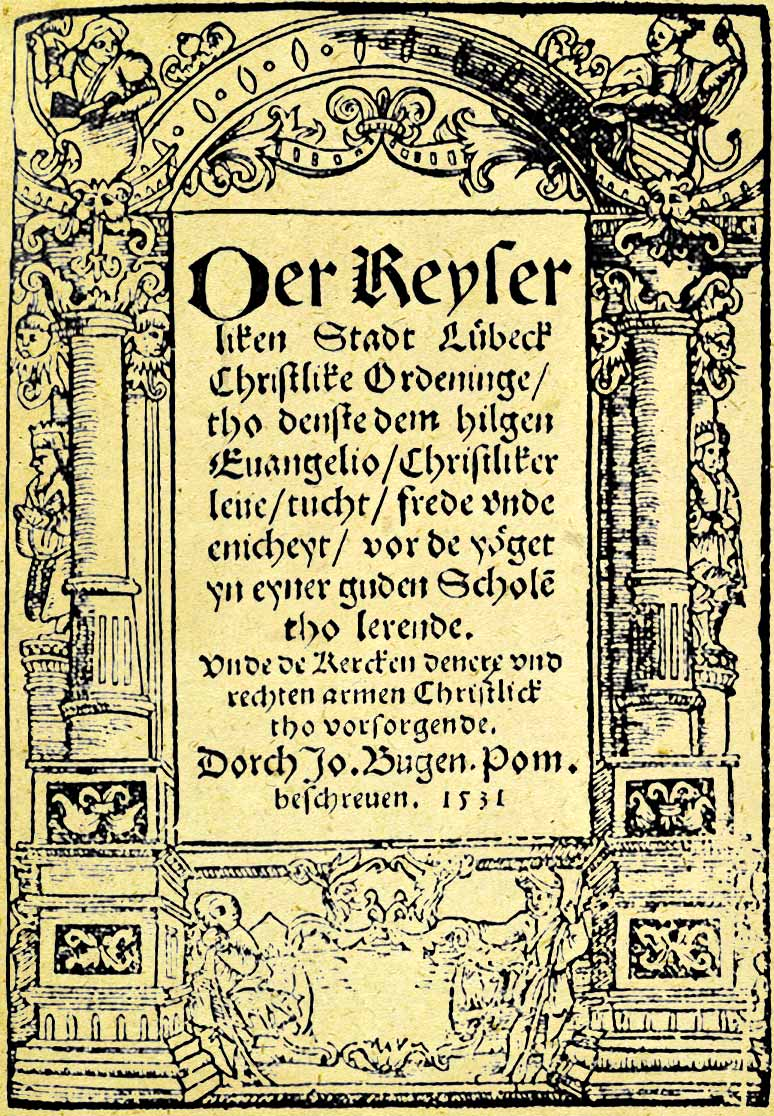
Titelblatt von Der Keyserliken Stadt Lübeck Christlike Ordeninge, der Kirchenordnung von Lübeck, 1531

Mit Beginn der Ostsiedlung (Ostkolonisation) breitete sich die altniederdeutsche, seit etwa 1225 mittelniederdeutsche Sprache nach Osten aus. Neue große Sprachlandschaften entstanden: Mecklenburgisch-FORPOMMERSCH, Ostpommersch, Brandenburgisch, Niederpreußisch (nicht zu verwechseln mit der baltischen altpreußischen Sprache) und das Niederdeutsche in den Städten und auf den Gutshöfen im Baltikum und Skandinavien. Außerdem verzeichnete das Mittelniederdeutsche Gebietsgewinne in Schleswig, wo es das Dänische und Nordfriesische nach Norden drängte, und in Ostfriesland, wo es das Ostfriesische verdrängte. So löste es im südlichen Schleswig das Angeldänische und das Eiderstedter Friesisch ab.
Diese neuen niederdeutschen Sprachgebiete sind sogenannte Kolonisationsschreibsprachen oder Kolonisationsmundarten, die einige Besonderheiten in der Grammatik und im Wortschatz aufweisen. So endet der Plural der Verben noch heute in den Dialekten des sogenannten Altlandes, d. h. des bereits in altsächsischer Zeit niederdeutschen Sprachgebietes, auf -(e)t, etwa in wi maakt, ji maakt, se maakt. Im Ostniederdeutschen, Schleswiger Platt und (teils) im ostfriesischen Niederdeutsch lautet das wiederum einheitliche Pluralmorphem hingegen -en, also wi maken, ji maken, se maken („wir machen“, „ihr macht“, „sie machen“).

Titelblatt von Dat Nye Testament nach Luther, gedruckt in Rostock, 1548

In mittelniederdeutscher Zeit (ungefähr 1200–1600) entwickelte sich das Niederdeutsche zu einer bedeutenden Schriftsprache, die neben dem Lateinischen in Urkunden und Gesetzestexten verwendet wurde. Das Lübecker Niederdeutsch war zudem die Verkehrssprache der Hanse (siehe Hansesprache) und lange Zeit die Lingua franca des Nord- und Ostseeraumes. In der mittelniederdeutschen Schriftsprache liegen zahllose bis in die Neuzeit hinein entstandene schriftliche Dokumente, Bücher und Urkunden vor. Eine große Bedeutung kam daneben theologischen Schriften zu. Ende des 15. Jahrhunderts existierten bereits mehrere Bibelübersetzungen in niederdeutscher Sprache (Kölner Bibel, Lübecker Bibel).
Zwischen 1345 und 1358 entstand mit der Hanse ein politisch-wirtschaftlich motiviertes Bündnis, das von den norddeutschen Städten getragen wurde und dem auf seinem Zenit etwa zweihundert Städte, südwärts von Köln, Göttingen, Halberstadt bis Breslau, angehörten und das ausländische Kontore in London, Brügge, Bergen und Nowgorod besaß. Führend war die Stadt Lübeck, deren Rechtstexte bis weit in den Osten ausstrahlten.
In den nordgermanischsprachigen Ländern Dänemark, Norwegen und (mit Einschränkungen) Schweden stellte Niederdeutsch zur Zeit der Hanse eine wichtige Verkehrs- und Handelssprache dar, die auch an den Königshöfen gesprochen wurde. Diese Funktion, Sprache der Oberschicht zu sein, verlor es im 17. Jahrhundert an das Hochdeutsche.
Um 1500 bestand die Tendenz, dass Deutschland sprachlich in zwei Blöcke, das niederdeutsche und das hochdeutsche Sprachgebiet, mit zwei eigenständigen Schriftsprachen zerfiel. Das Niederdeutsche Lübecks hatte im Ersteren Vorbildcharakter; der sprachliche Gegensatz zwischen „oberlendisch“ und „niderlendisch“ ist seit dem 13. Jahrhundert bezeugt.
Jedoch nahm bereits vom 16. Jahrhundert an infolge des Niedergangs der Hanse und der aus dem mitteldeutschen Raum vordringenden Reformation die Bedeutung des Niederdeutschen als Schriftsprache deutlich ab. Zwar stieg in der Reformationszeit die Zahl der niederdeutschen Drucke zunächst an. Etwa die von Johannes Bugenhagen verfasste Lübecker Kirchenordnung ist auf Niederdeutsch geschrieben. Von Bugenhagen stammte auch eine niederdeutsche Fassung der Luther-Bibel. Doch wird an Letzterem zweierlei sichtbar: einerseits die große Bedeutung des Niederdeutschen als Verkehrssprache für den gesamten norddeutschen Raum, sodass dafür eine eigene Bibelübersetzung als notwendig erachtet wurde, und andererseits die im Wesentlichen bereits erfolgte Unterordnung des Niederdeutschen unter das Hochdeutsche. Denn das Vorbild, die luthersche Bibelübersetzung, setzte sich selbst in Norddeutschland gegen die „bugenhagensche Konkurrenz“ durch.
Ab 1600 schlossen sich immer mehr norddeutsche Städte dem Hochdeutschen an. So war der formelle Sprachwechsel von Nieder- zu Hochdeutsch beispielsweise in Berlin bereits Mitte des 16. Jahrhunderts vollzogen, und bis ins 17. Jahrhundert waren die Stadt und ihr Umland durch eine niederdeutsch-hochdeutsche Zweisprachigkeit geprägt: Das Märkische der Stadt war zudem obersächsisch beeinflusst, wohingegen das von den Berlinern gesprochene Hochdeutsch mit niederdeutschen Elementen durchsetzt war.
Durch den hochdeutschen Buchdruck wurde Niederdeutsch etwa ab der Mitte des 16. Jahrhunderts vom Hochdeutschen als Schreib- und Drucksprache abgelöst – ein Prozess, der bis etwa Ende des 17. Jahrhunderts anhielt. Niederdeutsch wurde letztendlich nur noch gesprochen, erlitt dadurch eine allmähliche Redialektalisierung und wurde nicht mehr offiziell verwendet. Vielmehr wurde es ab der zweiten Hälfte des 17. Jahrhunderts sozial stigmatisiert. Ist der schrittweise Wechsel von Mittelniederdeutsch zu ostmitteldeutschem Frühneuhochdeutsch (15./16. Jahrhundert) noch als Bilingualismus (Zweisprachigkeit) zu werten, so galt im 17. und 18. Jahrhundert das Verhältnis zwischen Nieder- und Hochdeutsch soziallinguistisch als Diglossie. Hochdeutsch galt bei den Niederdeutschen bis ins 19. Jahrhundert als sogenannte Berufssprache, die für öffentliche und überregionale Tätigkeiten verwendet wurde, und somit als eine ausgesprochene Männersprache. In den anderen Lebensbereichen herrschte noch das Niederdeutsche vor.
Die Vermischung von Nieder- und Hochdeutsch führte zur Ausbildung von Mischsprachen, etwa Missingsch und Ruhrdeutsch.

### 17. bis 19. Jahrhundert
1669 fand der letzte dokumentierte Hansetag statt, der das Ende der Hanse als Städtebund einleitete. Nach deren Niedergang begann der „Sprachenkampf“ zwischen dem Niederdeutschen, das von dieser Zeit an analog zum Neuhochdeutschen als Neuniederdeutsch bezeichnet wird, und Neuhochdeutsch. Aufgrund des Schreibsprachenwechsels der norddeutschen Städte und ihrer Kanzleien zum Hochdeutschen fand, wie Heinz Kloss es formulierte, eine sogenannte Scheindialektisierung statt, in der das Niederdeutsche oft nur noch als gesprochene Sprache existierte und von seinen Sprechern als „Dialekt des Deutschen“ empfunden wurde. Der Niedergang der Hanse verhinderte also, dass künftig in Deutschland zwei verschiedene Schriftsprachen existierten.
Dem Sprachwechsel kam entgegen, dass es im Mittelniederdeutschen keine höfische Dichtung gab, da der norddeutsche Adel bereits vor 1650 stark nach „Oberdeutschland“, das heißt zum hochdeutschen Sprachgebiet hin, orientiert war. Zwar war Luther ein Liebhaber des Niederdeutschen und daher bemüht, für die Reformation der Kirche auch niederdeutschsprachige Geistliche zu gewinnen, die in seinem Sinne in Norddeutschland hätten predigen sollen. Doch fand er nicht genügend, auf die er hätte zurückgreifen können. So oblag es vor allem Pfarrern aus dem mittel- und oberdeutschen Raum, die Reformation in Norddeutschland voranzutreiben, sodass Predigten in norddeutschen Kirchen fortan meist auf Hochdeutsch gehalten wurden. Dies zog zahlreiche Beschwerden betroffener Gemeinden nach sich. So häuften sich beispielsweise in Mecklenburg ab 1535 die Beschwerden, dass die niederdeutschen Kirchenbesucher der hochdeutschen Predigt nicht folgen könnten – ein Zustand, der dort bis ins 19. Jahrhundert Bestand hatte. Bereits 1546 wurde in den lutherischen Gemeinden zudem damit begonnen, die niederdeutschen Bibelübersetzungen durch hochdeutsche zu ersetzen. Darüber hinaus erfolgte zwischen 1570 und 1642 in Paderborn, Braunschweig, Soest, Brandenburg an der Havel, Stettin und Flensburg die Ersetzung der niederdeutschen Schulsprache durch das Hochdeutsche.

„Im Laufe des 16. und 17. Jh. setzte sich von Köln und Münster her zunächst teilweise das Hochdeutsche gegen das Niederdeutsche als Schriftsprache durch. Im territorialen Einflußbereich der spanischen Niederlande und der niederländischen reformierten Kirche (auch durch Glaubensflüchtlinge) sowie der Handelsbeziehungen der Niederlande zur deutschen Nord- und Ostseeküste, trat im 17. und frühen 18. Jh. in diesen Übergangsgebieten, auch in Ostfriesland, eine obrigkeitlich und kirchlich geförderte schriftsprachliche Niederlandisierung ein, teilweise kommerziell auch in den Hafenstädten Emden, Bremen, Hamburg und, durch wirtschaftlich bedingte Auswanderung, auch im westlichen Holsteinischen. (…) Im deutsch-niederländischen Grenzbereich wird ein grundsätzlicher sprachenpolitischer Unterschied zwischen der Epoche der Territorialstaaten und der Epoche der Nationalstaaten deutlich: Im 18. Jh. herrschte noch viel Liberalität beim Neben- und Übereinander verschiedener Sprachen. Bei Fortdauer niederdeutscher Grundsprache im mündlichen Verkehr der Allgemeinheit wurden die Schriftsprachen Hochdeutsch und Niederländisch je nach Empfänger(kreis) und Sachdomäne abwechselnd verwendet, selbst noch unter preußischer Herrschaft (ab 1713) im oberen Gelderland, wobei auch beide Kirchen das Niederländische gegen preußische Verhochdeutschung in Gottesdienst und Schule stützten […]“

Die Verdrängung des Niederdeutschen als eigenständige Literatur- und Verkehrssprache des Nordens war bis zum 18. Jahrhundert nicht national, sondern religionspolitisch motiviert. Seine Ersetzung durch das Hochdeutsche erfolgte ab dem 17. Jahrhundert rigoros durch kirchliche Instanzen, denen auch der Schulbetrieb oblag. So sind schriftliche Zeugnisse aus dem Jahr 1611 erhalten, in denen es heißt, dass auf der Insel Rügen niemand Hochdeutsch verstehe. In Ostenfeld bei Husum wurde 1678 ein Küster entlassen, weil er im Gottesdienst nur Plattdeutsch sang, und 1750 beklagte der Theologe Johann David Michaelis, dass es in Göttingen Bauern gebe, die der hochdeutschen Predigt nicht folgen könnten. Es wurde sogar erwogen, Niederdeutsch als Kirchen- und Gesetzessprache wieder einzusetzen.
Als mündliches Kommunikationsmittel im niederdeutschen Sprachraum besaß Hochdeutsch zunächst noch eine gewisse Exklusivität. Etwa in Westfalen hielt es zwischen 1580 und 1620 zwar Einzug in Predigten und Schulunterricht und etablierte sich im Laufe des 17. Jahrhunderts im juristischen Bereich in „medialer Diglossie“. Doch blieb das westfälische Niederdeutsch in den sozialen Unterschichten, den Familien und bei den Frauen zunächst noch die alleinige Umgangssprache. Ende des 18. Jahrhunderts empfahl Christian Friedrich Germershausen (1725–1810) jüngeren Hausmüttern, mit dem Gesinde nur Hochdeutsch zu sprechen, um die eigene Autorität zu wahren; ältere Hausmütter, deren Stellung bereits gefestigt sei, sollten dagegen Plattdeutsch sprechen, um einen vertraulicheren Zugang zu bekommen. Auch der Religionsunterricht und die Predigt sollten auf Plattdeutsch gehalten werden. Der meiste Schulunterricht fand aber auf Hochdeutsch statt, das den Kindern wie eine Fremdsprache beigebracht werden musste. An vielen Schulen war es ihnen bei Strafe verboten, plattdeutsch zu sprechen.
In Ostfriesland, Lingen, Tecklenburg, Geldern, Kleve und Rees, die nahe der deutsch-niederländischen Sprachgrenze lagen, war der Verdrängungsprozess noch komplexer. Vor der Übernahme des Hochdeutschen hatte sich dort, vor allem durch die zahlreichen reformierten Kirchengemeinden, das Niederländische als Kultursprache durchgesetzt. Dabei tendierten in Kleve die Katholiken zur flämisch-brabantischen Varietät des Niederländischen, während sich die Reformierten eher am Sprachgebrauch der benachbarten östlichen Niederlande orientierten. Vor allem Preußen setzte ab 1815 durch, dass das Niederländische (und damit verbunden auch die niederdeutschen Dialekte) durch das Hochdeutsche zu ersetzen sei. Unterstützt wurde die Propagation des Hochdeutschen von der lutherischen Kirche, die in Preußen die Mehrheit der protestantischen Gemeinden bildete.

### 19. Jahrhundert bis heute
| Westgermanische Dialekte in Europa 1900 Niederdeutsch 9. Overijssels (niederländische Dachsprache) 10. Gronings (niederländische Dachsprache) 11. Westfälisch 12. Nordniedersächsisch 13. Ostfälisch 14. Mecklenburgisch-Vorpommersch 15. Brandenburgisch 16. Mittelpommersch 17. Ostpommersch 18. Niederpreußisch Ehemalige deutsche Sprachgebiete in Ostmitteleuropa: seit 1945/50 praktisch nicht mehr existent |

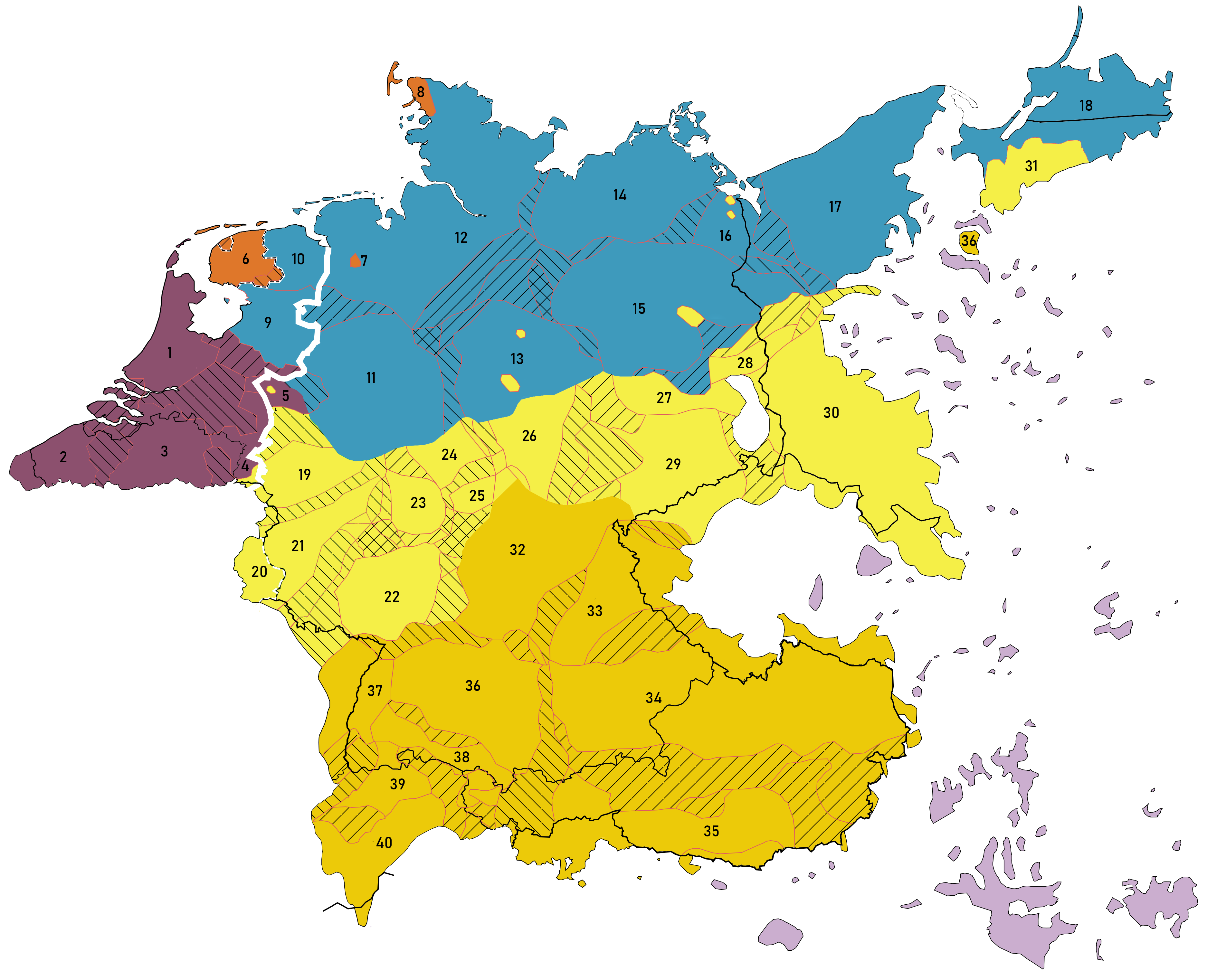

Der deutsche Frühnationalismus berief sich ursprünglich auf einen kulturell geprägten Nationalismus, der sich im Laufe der napoleonischen Befreiungskriege politisierte; im Umkehrschluss der französischen Auffassung, dass ein Staat, der aus vielen Nationalitäten besteht, nur eine offizielle Sprache benötige, verband die damalige deutschsprachige Bildungselite diese Formel mit der Abstammung und deklarierte, dass eine Sprache ein Volk ausmache, welches auch in einem gemeinsamen Staat leben müsse.
Infolge des Wiener Kongresses konnte Preußen seine westlichen Gebiete mit seinem ostelbischen Kernland vereinen, da ihm in Wien Westfalen und das gesamte Rheinland zugesprochen worden waren.
War die preußische Politik lange Zeit durch Sprachtoleranz geprägt gewesen, so änderte sich dies nach 1815, als auf seinem Staatsgebiet nur noch eine offizielle Sprache, das Hochdeutsche, akzeptiert wurde und man begann, dieses konsequent durchzusetzen – ein Vorgang, der insbesondere in den unter preußischer Herrschaft stehenden slawischsprachigen Gebieten (Lausitz, Provinz Posen), aber auch in den niederdeutsch- und niederfränkischsprachigen Teilen Preußens massive Auswirkungen hatte. Zum preußischen Bestreben, eine einheitliche Staatssprache durchzusetzen, traten die einsetzende Industrialisierung und Urbanisierung, die den Gebrauch des Niederdeutschen zugunsten des Hochdeutschen immer mehr beschränkten. Durch den Zuzug fremdsprachiger Preußen, insbesondere der späteren Ruhrpolen ins Ruhrgebiet, stellte Hochdeutsch meist die einzige Verständigungssprache zwischen diesen und den Einheimischen dar.
Die Bürokratisierung des gesellschaftlichen Lebens, die allgemeine Pflicht zum Besuch der allein auf Hochdeutsch unterrichtenden Schulen und Universitäten und nicht zuletzt seit Mitte des 20. Jahrhunderts der Einfluss der ausschließlich hochdeutschen Massenmedien förderten und festigten den Übergang der Bevölkerungsmehrheit zum Hochdeutschen als Gemeinschaftssprache im ehemals niederdeutschen Sprachraum. In einem langen Prozess wurde seit dem 16. Jahrhundert das Niederdeutsche aus Kanzleien und Kirchen, aus Handel, Schule, Politik und Literatur verdrängt, im 20. Jahrhundert schließlich auch aus den meisten Familien (vgl. Sprachtod). Aber auch die starke Zuwanderung von Menschen aus anderen Dialekträumen haben nach dem Zweiten Weltkrieg zur Erosion der niederdeutschen Sprache erheblich beigetragen.
Es gilt als unumstritten, dass Niederdeutsch einen großen Anteil an der Ausbildung der modernen deutschen Standardsprache hatte. Bereits im Hochmittelalter drangen, neben niederländischen, niederdeutsche Wörter und Redewendungen ins damalige Deutsch ein. Vor allem zur Zeit der Hanse war der Einfluss auf die mittelhochdeutschen Dialekte am größten. Auch als internationale Seefahrer- und Handelssprache besaß Niederdeutsch seinen Rang gegenüber anderen Sprachen.
Die Germanistik teilt Niederdeutsch heute überwiegend den deutschen Dialekten zu. Auch wenn dies politisch begründbar ist, bleibt es sprachgeschichtlich nicht unumstritten. Es gibt Positionen, die das Niederdeutsche nach wie vor als eigenständige germanische Sprache betrachten. Im 19. Jahrhundert entdeckte die junge Germanistik das Niederdeutsche wieder und beanspruchte es als ihr Forschungsobjekt, zumal Heimatdichter und Regionalautoren wie der Holsteiner Klaus Groth oder der Mecklenburger Fritz Reuter begannen, ihre Geschichten in ihrem Heimatdialekt zu verfassen. Es entstanden daraufhin Diskussionen, wie das Niederdeutsche zu schreiben sei. Sollte man bezüglich der Orthografie dem Niederländischen oder dem Hochdeutschen folgen? Oder sollte man die Orthografie des Mittelniederdeutschen wiederbeleben? Man einigte sich 1919 in den Lübecker Richtlinien auf eine hochdeutschbasierte Orthografie, der schließlich 1935 eine neuniederdeutsche Rechtschreibung folgte.

## Sprachgebiet, Abgrenzung und Binnengliederung

### Sprachgebiet
Das historische Sprachgebiet des Niederdeutschen erstreckte sich von der IJssel bis nach Estland. Wegen Umsiedlung und Vertreibung der deutschen Bevölkerung im und nach dem Zweiten Weltkrieg ist die niederdeutsche Sprache in den heute zu Polen und Russland (Oblast Kaliningrad) gehörigen Gebieten sowie in den baltischen Staaten weitgehend ausgestorben. Das auf friesisch-niederdeutsche Varietäten zurückgehende Plautdietsch der Russlandmennoniten hat sich hingegen von der Ukraine her in verschiedene Gegenden der Welt verbreitet und wird heute beispielsweise noch in den USA, Mexiko, Brasilien und Kasachstan gesprochen.
Niederdeutsch umfasst die norddeutschen und ostniederländischen Dialekte Westniederdeutsch (Niedersächsisch) und Ostniederdeutsch. 
Im Westen wird der niederdeutsche Sprachraum von der Rhein-IJssel-Linie (auch Einheitsplurallinie oder Westfälische Linie) begrenzt, jenseits derer niederfränkische Mundarten wie das Kleverländische und das Limburgische gesprochen werden. Die Rhein-IJssel-Linie beginnt am Veluwemeer, verläuft in den Niederlanden westlich von Apeldoorn und überschreitet die niederländisch-deutsche Grenze östlich von Isselburg. Nach einem Schwenk nach Nordosten läuft sie an Dorsten vorbei und durchzieht Oberhausen und Essen. Das im Oberhausener Südosten und Essener Nordwesten gesprochene Borbecksch Platt wird dem westfälischen Niederdeutsch zugerechnet. Das im benachbarten Mülheim an der Ruhr gesprochene Mölmsch gehört bereits wie das ausgestorbene Duisburger Platt zum Limburgischen. Im Oberbergischen Kreis stellt sich die Dialektlandschaft besonders vielschichtig dar (siehe Mundarten in Oberberg). An der Grenze des Oberbergischen Kreises zum Kreis Olpe kreuzt die Rhein-IJssel-Linie die Benrather Linie und vereinigt sich bei Hilchenbach an der Grenze zwischen dem Landkreis Olpe und dem Kreis Siegen-Wittgenstein mit der Benrather und der Bad Honnefer Linie. Etwas weiter östlich verschmilzt sie auch mit der Hunsrücker Schranke. An diesem Kristallisationspunkt des Rheinischen Fächers scheidet sich das Sauerländer Platt (niederdeutsche Mundart) vom Siegerländer Platt (Moselfränkisch) und dem Wittgensteiner Platt (Rheinfränkisch). Östlich des Kreises Olpe bildet die Südgrenze des Niederdeutschen eine Isoglosse, in der die Benrather Linie, die Rhein-IJssel-Linie, die Bad Honnefer Linie und die Hunsrücker Schranke im Wesentlichen zusammenfallen.
Im Gegensatz zu den westlichen Abschnitten der Südgrenze, die bis in die Moderne relativ stabil geblieben sind, ist das niederdeutsche Sprachgebiet östlich des Harzes bereits seit dem Spätmittelalter deutlich zurückgewichen. Die äußerste Südostgrenze, die im Zuge der Ostsiedlung erreicht wurde (jedoch von Anfang an mit einheimischen Sorben und mitteldeutschen Siedlern durchmischt), erreichte eine Linie untere Unstrut – Teuchern – Pegau – Borna – Grimma – Oschatz – Elsterwerda, schloss also praktisch das ganze heutige Sachsen-Anhalt, (das nicht-sorbische) Brandenburg und nördliche Teile des heutigen Sachsen ein. Die Schöffenbücher von Halle an der Saale werden von ihren Anfängen 1266 zunächst niederdeutsch geführt. Wittenberg an der mittleren Elbe trägt einen niederdeutschen Namen („Weißenberg“). Seit dem späten Mittelalter weicht das Niederdeutsche hier immer weiter nach Norden zurück, zunächst in der Schriftsprache, mit Verzögerung auch in der gesprochenen Sprache, in der sich allerdings noch etliche Relikte zeigen, die in den traditionellen ostmitteldeutschen Mundarten zum Teil noch erhalten sind. Da innerhalb Berlins das Niederdeutsche bereits früh durch eine ostmitteldeutsche Stadtmundart (mit starkem niederdeutschem Substrat) verdrängt wurde, zeigte die Benrather Linie bei ihrer sprachwissenschaftlichen Erfassung im späten 19. Jahrhundert in Brandenburg einen eigenartig schlaufenartigen Verlauf, der Berlin ausspart. Sie schwenkt dort nördlich um Berlin und trennt sich von den anderen Isoglossen, mit denen sie sich in Westdeutschland im Sauerland vereinigt hat. (Daher sagt man im Berlinerischen und Südmärkischen beispielsweise ik (niederdeutsch) für ich, jedoch machen (mitteldeutsch) statt maken.)
In der Dialektologie ist es üblich, den niederdeutschen Sprachraum in zwei Untergruppen zu teilen, indem man die 1., 2. und 3. Person Plural Präsens Indikativ der Verben als Indikator heranzieht:
1. Die niedersächsischen Dialekte verwenden bis zu einer Linie, die von Lübeck über Magdeburg nach Halberstadt verläuft, mit wi mak(e)t, gi mak(e)t, se mak(e)t eine einheitlich auf -(e)t endende Pluralform.
2. Die als Ostniederdeutsch definierten Dialekte verwenden ebenfalls einen Einheitsplural, der jedoch nicht auf -et, sondern auf -en endet, sodass es dort wi maken, gi maken, se maken heißt.[75]

Die östlich der Rhein-IJssel-Linie liegenden niedersächsischen Mundarten werden von der politischen Grenze Deutschlands und der Niederlande durchschnitten. Die Varietäten im Nordosten der Niederlande gehören historisch gesehen zum Niederdeutschen. Linguisten kategorisieren sie als niedersächsische Varietäten in den Niederlanden und insofern als niederländische Dialekte. Das Niederländische als Dachsprache hat inzwischen einen erheblichen Einfluss auf die Aussprache dieser Varietäten, genauso wie umgekehrt die hochdeutsche Dachsprache auf die niederdeutschen Varietäten in Norddeutschland.
Die traditionelle deutsche Dialektologie schlug häufig auch die sich westlich der Rhein-IJssel-Linie / Einheitsplurallinie anschließenden Mundarten dem Niederdeutschen zu, die demnach eine weitere, als Niederfränkisch bezeichnete Untergruppe bildeten, die jene Dialekte umfasst, die zum Beispiel für hochdeutsches „wir machen, ihr macht, sie machen“ die Formen wej maken, gej maakt, sej maken (ndl. wij maken, jij maakt, zij maken) verwenden. Diese Zuordnung gilt heute als sprachwissenschaftlich und politisch überholt, da das Niederländische eine – vom Niederdeutschen unabhängige – Ausbausprache auf Grundlage niederfränkischer Mundarten ist. Zur Problematik der veralteten Zuordnung des Niederländischen und des damit eng verwandten (ebenfalls niederfränkischen) Niederrheinisch siehe auch: Zuordnung des Niederländischen, Zuordnung des Niederrheinischen und die Diskussion um den Begriff des Deutschniederländischen im Artikel Rhein-Maasländisch.
Die westfälischen Dialekte erscheinen als ausgesprochenes Beharrungsgebiet, da sie die altsächsischen a-Laute â und ā, die in den anderen niederdeutschen Dialekten sächsischer Herkunft verschwunden sind, bis heute bewahrt haben. Das Ostfälische lässt sich mithilfe der Formenlehre vom eng verwandten Westfälischen und dem angrenzenden Nord- und Ostniederdeutschen abgrenzen: Während Letztere für das Personalpronomen in den Objektkasus mit dativischen Einheitsformen mi, di, u(n)s, ju verwenden, ist der Gebrauch von mik, dik, üsch, jük typisch ostfälisch.
Allgemein gilt, dass alle westniederdeutschen Dialekte, die nicht über west- und ostfälische Kennzeichen verfügen, als Nordniedersächsisch eingeordnet werden. Das westfälische Westmünsterländisch zeigt darüber hinaus zahlreiche Eigenschaften, die es mit dem angrenzenden (niederfränkischen) Niederrheinisch verbinden.

### Zuordnung des Niederländischen
Die deutsche Perzeption der niederländischen Sprache war seit dem späten 18. Jahrhundert bis Anfang des 20. Jahrhunderts vorwiegend von einer negativen Grundeinstellung bestimmt. Aus dem Blickwinkel der frühen deutschen Germanistik wurde Niederländisch einseitig als in „Randlage befindlich, als Sprache eines Restgebiets“ betrachtet. Zusätzlich entstand in der deutschen Germanistik mit der häufigen Verwendung von „Deutsch“ im Sinne „Kontinentalwestgermanisch“ von den Anfangsphasen der Germanistik bis in die 1970er Jahre ein Namensmythos, wobei das alte Konglomerat von Dialekten, aus denen sich die zwei modernen Kultursprachen Deutsch und Niederländisch entwickelt haben, die heute die Fortsetzungen dieser Mundarten überdachen, mit der erstgenannten und wichtigeren dieser beiden Sprachen gleichgesetzt wurde. Diese fälschliche Gleichsetzung von „Kontinentalwestgermanisch“ mit „Deutsch“ hat dem Ansehen des Niederländischen im deutschen Sprachgebiet geschadet und die Auffassung, das Niederländische sei eine Art (Nieder)deutsch, sei früher ein Teil des (Nieder)deutschen gewesen oder sei wenigstens irgendwie aus dem (Nieder)deutschen entstanden, trifft man im populären Diskurs im deutschen Sprachraum noch heute sporadisch an.
Sprachwissenschaftlich gehören die niederländischen Varietäten, zusammen mit den englischen, niederdeutschen und friesischen, zu denjenigen germanischen Varietäten, die nicht an der zweiten germanischen Lautverschiebung teilgenommen haben. Ursprungssprache des Niederländischen und der ihm zugeteilten niederfränkischen Dialekte bildete das Altfränkische, im Wesentlichen die Sprache der Salier (Westfranken). Zwar fehlt im Niederländischen wie im Niederdeutschen die zweite Lautverschiebung, doch ist die niederländische Sprache – im Gegensatz zu Niederdeutsch und Englisch – nicht hauptsächlich aus den nordseegermanischen Sprachen des 1. Jahrhunderts entstanden, sondern aus den Weser-Rhein-germanischen Sprachen. Auf diesen Unterschied der Herkunft gehen eine Reihe phonetischer, lexikalischer und grammatischer Unterschiede zurück.
Oft wird von einer erhöhten gegenseitigen Verständlichkeit zwischen Niederländisch und Niederdeutsch, etwa im Vergleich zu jener zwischen Niederländisch und Standardhochdeutsch, ausgegangen, vor allem wegen phonologischer Ähnlichkeiten. Eine Untersuchung von 2011 zeigt aber, dass Hochdeutsch für die Niederländischsprachigen besser zu verstehen ist als Niederdeutsch. Dabei wird erwähnt, dass an niederländischen Schulen Deutsch als Fremdsprache unterrichtet wird. Im direkten Grenzgebiet können Niederländer Niederdeutschsprecher zwar etwas besser verstehen, dennoch verstehen sie Hochdeutsch besser als Plattdeutsch.

### Zuordnung des Kleverländischen
Das meiste, was im vorigen Abschnitt über das Niederländische gesagt wurde, trifft auch auf die niederfränkischen Dialekte am Niederrhein zu, die heute vielfach unter der Bezeichnung Kleverländisch zusammengefasst werden. Das heißt, sie sind gleich den meisten niederländischen Dialekten salfränkischer und nicht altsächsischer Herkunft. Da das Kleverländische wie die plattdeutschen Dialekte Westfalens, Niedersachsens und Schleswig-Holsteins die zweite germanische Lautverschiebung nicht durchgeführt hat, wurde es im späten 19. Jahrhundert von der jungen Germanistik, aber auch von der gleichzeitig begründeten Niederlandistik mit diesen gemeinsam zum „Niederdeutschen“ gerechnet. Diese, auch mit der Stammbaumtheorie begründete Zuordnung hielt sich bis Anfang der 1980er Jahre. Bis zur Herausgabe der von dem Germanisten Peter Wiesinger entworfenen Karte „Deutsche Dialekte – Historische Verbreitung“, die, von Jost Gippert weiter bearbeitet, im Metzler – Lexikon Sprache (3. Auflage, S. 769) verwendet wird, wurden die niederdeutschen Dialekte zusammen mit den Kleverländischen von den hochdeutschen Dialekten geschieden.
Um die mittelalterlichen Schreibsprachen des Rhein-Maas-Deltas und des Niederrheins sowie des angrenzenden Westfälischen einheitlich (und wertneutral) in der Germanistik bearbeiten zu können, führte der Germanist Arend Mihm führte 1992 den Begriff Ijsselländisch, der das Niedersächsische im deutsch-niederländischen Grenzraum umfasst, ein.
Denn er hatte wie viele seiner Kollegen nach ihm erkannt, dass sich die direkte Einordnung des Kleverländischen ins Niederdeutsche aus sprachhistorischen und -typologischen Gründen verbietet.

### Niederdeutsche Dialekte

#### Deutschland
Die niederdeutschen Dialekte werden herkömmlich wie folgt gegliedert:
| - Niedersächsisch oder Westniederdeutsch (gesprochen im westlichen Norddeutschland) - Nordniederdeutsch oder Nordniedersächsisch - Schleswigisch - Holsteinisch - Dialekte des nördlichen Niedersachsens - Ostfriesisches Platt (ungleich der ostfriesischen Sprache) - Westfälisch - Ostfälisch | - Ostniederdeutsch (gesprochen in Mecklenburg-Vorpommern, Brandenburg und im nördlichen Sachsen-Anhalt sowie aussterbend in den ehemaligen deutschen Ostgebieten Pommern, Ostpreußen, Westpreußen, Memelland im heutigen Polen, Litauen sowie Russland) - Märkisch (Brandenburgisch) - Mittelpommersch (märkische Dialekte in Vorpommern) - Mecklenburgisch-Vorpommersch - Ostpommersch - Pomerano (Brasilien) - Niederpreußisch - Plautdietsch (ursprünglich in Russland, jetzt international) |

Diese Einteilung entspricht geographischen (westliche und östliche Hälfte) und historischen (primäres und sekundäres Siedlungsgebiet) Kriterien und ist linguistisch durch die Pluralendung des Verbs im Präsens begründet. In lautlicher Hinsicht, bilden das westniederdeutsche Nordniedersächsische und das ostniederdeutsche Mecklenburgisch-Vorpommersche eine recht geschlossene Einheit, der eine ebenfalls recht geschlossene Einheit des West- und Ostfälischen gegenübersteht; umgekehrt haben das westniederdeutsche Westfälische und das ebenfalls westniederdeutsche Nordniedersächsische wenig gemeinsam. Ebenso wenig das ostniederdeutsche Mecklenburgisch-Vorpommersche und das Märkische (Brandenburgische). Alternativ zu einer Ost-West-Gliederung könnte daher auch eine Nord-Süd-Gliederung der niederdeutschen Dialekte angesetzt werden, durch die Nordniedersächsisch und Mecklenburgisch-Vorpommersch zum Nordniederdeutschen und Westfälisch und Ostfälisch zum Südniederdeutschen zusammenzufassen wären, es ist allerdings wenig klar, wie das Märkische (Ostniederdeutsch, aber eher Niederfränkisch beeinflusst) und das Ostpommersche (Ostniederdeutsch, aber eher Westfälisch beeinflusst) einzuordnen wären.
In den größeren Städten in Norddeutschland gibt es neben den älteren niederdeutschen Stadtdialekten auch hochdeutsche Urbanolekte wie das hamburgische Hochdeutsche oder Regiolekte wie das Ruhrdeutsche, die sich im 19. und frühen 20. Jahrhundert in der städtischen Oberschicht entwickelt und durchgesetzt haben und nicht zum Niederdeutschen zählen. Sie besitzen allenfalls ein niederdeutsches Substrat, das durch seine Sprachlehre, Wortschatz, Satzbau oder Lautung auf einige Elemente dieser Stadtdialekte eingewirkt hat.

#### Dänemark
Im dänischen Nordschleswig existiert das Nordschleswiger Platt, ein Unterdialekt des Schleswigschen.

#### Niederlande
Im Niederländischen gilt „Niederdeutsch“ als rein linguistischer Term, die niederdeutsche Varietäten der östlichen Niederlande werden „Niedersächsisch“ genannt. Die niedersächsischen Dialekte in den Niederlanden gliedern sich folgendermaßen:
| - Westerkwartiers - Kollumerpompsters - Kollumerlands - Middaglands - Midden-Westerkwartiers - Zuid-Westerkwartiers - Gronings - Hogelandsters - Stadsgronings - Westerwolds - Veenkoloniaals - Oldambtsters | - Stellingwerfs - Midden-Drents - Zuid-Drents - Twents - Twents-Graafschaps - Gelders-Overijssels - Achterhoeks - Sallands - Urkers - Veluws - Oost-Veluws - West-Veluws |

#### Weitere Länder
Im Ausland gibt es folgende niederdeutsche Dialekte:
- Plautdietsch (in Kanada, USA, Südamerika, Mittelamerika, Russland, Zentralasien; die Sprecher sind vor allem Mennoniten, deren Vorfahren von der Weichselmündung bei Danzig ausgewandert sind; wegen der Rückwanderung aus der ehemaligen Sowjetunion momentan mit der größten Sprecherzahl in Deutschland)
- Nicht-mennonitische Dialekte aus verschiedenen Gebieten Norddeutschlands und der östlichen Niederlande (besonders in Kanada, USA und Brasilien; darunter im 19. Jahrhundert von Schleswig-Holstein und Pommern aus in den Mittleren Westen der USA (z. B. Wisconsin Pomeranian) und von Pommern aus ins südliche Brasilien (Pomerano) verpflanzte und dort weiterentwickelte spezifisch amerikanische Mundarten des Niederdeutschen).

### Mischsprachen aus Hochdeutsch und Plattdeutsch
Teilweise auch mit Sprachelementen weiterer Sprachen sind das Missingsch und das Petuh gebildet. Das Kollumerpompsters mit starkem Einfluss durch die westfriesische Sprache wird allgemein als niedersächsischer Dialekt eingestuft.
Aus dem Plattdeutschen hervorgegangen sind u. a.
- zahlreiche Wörter der Seemannssprache,
- die Kedelkloppersprook in Hamburg.

Als überregionale Umgangssprache im nördlichen Ostdeutschland bewahrt das Berlinische Einflüsse aus dem mittelmärkischen (niederdeutschen) Substrat, aus dem es hervorgegangen ist, v. a. im Vokalismus und bei Funktionswörtern. Im bekannten Vers Icke, dette, kieke ma, Oogen, Fleesch und Beene, wenn de mir nich lieben tust, denn lieb ick mir alleene sind nur zwei Wörter (lieben/lieb, tust) klar mitteldeutschen, drei (icke/ick, dette, kieke) klar mittelmärkischen Ursprungs, eines (mir statt mich, aufgrund des Zusammenfalls beider Formen in nd. mi) zeigt mittelmärkisches Substrat, zehn Wörter (ma, Oogen, Fleesch, und, Beene, wenn, de, nich, denn, alleene) sind Formen, in denen Ostmitteldeutsch und Mittelmärkisch übereinstimmen.

## Historische Phonologie

### Ausbleiben der zweiten Lautverschiebung
Die niederdeutschen Dialekte unterscheiden sich von den mitteldeutschen und hochdeutschen Dialekten vor allem dadurch, dass keine der drei Phasen der zweiten Lautverschiebung, die sich im Frühmittelalter zwischen dem 6. und dem 8. Jh. ereignete, durchgeführt wurde. Das Ausbleiben der hochdeutschen Lautverschiebungen teilen sie mit dem Niederländischen und Kleverländischen und anderen niederfränkischen Varietäten. Von der zweiten Lautverschiebung betroffenen stimmlosen Plosive (Verschlusslaute) [p] als bilabialer, [t] als alveolarer und [k] als velarer bleiben erhalten und werden nicht zu Frikativen (Reibelauten) oder Affrikaten (Verbindungen von Plosiv mit homorganem (am selben Artikulationsort) gebildeten Frikativ) verschoben. Ihre stimmhaften Gegenstücke [b], [d] und [g] bleiben ebenfalls unverändert und werden nicht zu stimmlosen Plosiven.
Viele Wörter der niederdeutschen Sprache ähneln den niederländischen, englischen, friesischen, schwedischen, norwegischen, isländischen und dänischen Wörtern von derselben Wortwurzel, z. B.:
| Niederdeutsch | Niederländisch | Englisch | Saterfriesisch | Nordfriesisch           | Schwedisch | Norwegisch | Isländisch | Dänisch | Deutsch |
| ------------- | -------------- | -------- | -------------- | ----------------------- | ---------- | ---------- | ---------- | ------- | ------- |
| Water         | water          | water    | Woater         | weeder (Fering/Öömrang) | vatten     | vann       | vatn       | vand    | Wasser  |
| Vad(d)er      | vader          | father   | Foar           | Faader (Sölring)        | fa(de)r    | far        | faðir      | far     | Vater   |
| Pann(e)       | pan            | pan      | Ponne          | poon (Fering/Öömrang)   | panna      | panne      | panna      | pande   | Pfanne  |
| Solt          | zout           | salt     | Soalt          | saalt (Fering/Öömrang)  | salt       | salt       | salt       | salt    | Salz    |
| Melk          | melk           | milk     | Molk           | moolk (Fering/Öömrang)  | mjölk      | melk/mjølk | mjólk      | mælk    | Milch   |
| Kopp          | kop            | cup      | Kop            | kop (Fering/Öömrang)    | kopp       | kopp       | koppur     | kop     | Kopf    |

In einigen westniederdeutschen Dialekten wird das g ebenso wie im Niederländischen (nicht Flämischen) als stimmloses ch [⁠x⁠] gesprochen (für die stimmhafte Variante dieses Phonems [⁠ɣ⁠] wird ǧ geschrieben), im Westfälischen als stimmhaftes ch.
Niederdeutsche Konsonanten ↔ hochdeutsche Konsonanten
Erste Phase: Verschiebung der stimmlosen Plosive (Verschlusslaute) p, t, k zu Frikativen (Reibelauten) 
In einer ersten Phase wurden folgende Verschlusslaute zwischenvokalisch zu Frikativgeminaten oder im Auslaut nach einem Vokal zu einzelnen Frikativen: /*p/→/ff/→/f/ , /*t/→/ss/→/s/ und /*k/→/xx/→/x/
p ↔ f:
- nd. slapen, slopen, nl. slapen, engl. sleep ↔ hdt. schlafen
- nd. Schipp, Schüpp, Schepp nl. schip, engl. ship ↔ hdt. Schiff

t ↔ s:
- nd. nl. dat, wat, eten, engl. that, what, eat ↔ hdt. das, was, essen

k ↔ ch:
- nd. nl. ik ↔ hdt. ich
- nd. kaken, koken, nl. koken ↔ hdt. kochen
- nd. nl. maken, engl. make ↔ hdt. machen

Zweite Phase: Verschiebung der stimmlosen Plosive (Verschlusslaute) p, t, k zu Affrikaten (Verbindungen von Plosiv mit homorganem Frikativ)
In einer zweiten Phase wurden folgende Verschlusslaute im Anlaut, in der Verdopplung und nach einem Liquid (/l/ oder /r/) oder Nasal (/m/ oder /n/) zu Affrikaten: /*p/→/pf/ und /*t/→/ts/
p ↔ pf:
- nd. Peper, nl. peper, engl. pepper ↔ hdt. Pfeffer

t ↔ z:
- nd. Tied, Timmer, nl. tijd, mdartl. timmer, engl. tide, timber ↔ hdt. Zeit, Zimmer

t ↔ tz:
- nd. sitten, nl. zitten, engl. sit ↔ hdt. sitzen

Dritte Phase: Verschiebung des stimmhaften Plosivs (Verschlusslauts) /*d/ zum stimmlosen Plosiv /t/
d ↔ t:
- nd. nl. dag, engl. day ↔ hdt. Tag

jedoch d ↔ d (wo im Engl. th):
- nd. dat, Doorn, nl. dat, doorn (engl. that, thorn) ↔ hdt. das, Dorn

Andere Veränderungen
v, w, f ↔ b:
- nd. Wief, Wiewer, nl. wijf, wijven, engl. wife, wives ↔ hdt. Weib, Weiber
- nd. leev, leewer, nl. frühengl. lief ↔ hdt. lieb, lieber

### Ingwäonische Merkmale
Niederdeutsch kann – ähnlich den anglofriesischen Sprachen – den nordseegermanischen Sprachen (ingwäonische Sprachen) zugerechnet werden. Demgegenüber weisen niederfränkische Sprachen, wie das Niederländische oder das Kleverländische, lediglich ein nordseegermanisches Substrat aus dem früher dort gesprochenen Friesischen auf. Dies gilt allerdings nur bedingt für die seit dem Hochmittelalter entstandenen ostniederdeutschen Dialekte, da diese teilweise sehr starke niederfränkische bzw. niederländische Einflüsse aufweisen, die dazu geführt haben, z. B. das Märkische als „Kolonialniederländisch“ zu beschreiben, was den Anteil niederländischer Siedler in der brandenburgischen Kolonisation des 12.–13. Jahrhunderts widerspiegelt, und unterscheidet sich unter anderem darin vom nördlich benachbarten Mecklenburgisch-Vorpommerschen. Teuchert (1944) beschrieb die märkischen Dialekte daher als „Kolonialniederländisch“. Diese Position wird heute i. d. R. abgelehnt bzw. stark relativiert, Einflüsse im Bereich der Lexik sind jedoch unumstritten. Pauschal ist für neuere Sprachstufen des (ost)niederdeutschen damit jedoch keine klare Einstufung möglich. Merkmale wie das Nasal-Spiranten-Gesetz variieren teilweise selbst innerhalb einer einzigen Varietät, vgl. z. B. Belege für Gans im Artikel zum Wisconsin Pomeranian.
Mittel- und oberdeutsche Mundarten besitzen ebenfalls keine ingwäonischen Merkmale. Nordseegermanisch ist ein Unterzweig der westgermanischen Sprachen.
Die ingwäonischen Merkmale sind im Friesischen und Englischen am stärksten ausgeprägt.
Lautliche Veränderungen:
|                                                                     | Standarddeutsch        | Niederländisch               | Niederdeutsch                             | Friesisch            | Englisch              |
| Nasal-Spiranten-Gesetz                                              | Gans, uns, fünf, sanft | Gans, ons, aber: vijf, zacht | Goos, fief/fiev, sacht, aber: uns oder us | Goes, fiif, sêft, ús | Goose, five, soft, us |
| Assibilierung des Plosivs k vor palatalen Vokalen zu einem Frikativ | Käse, Kirche           | kaas, kerk                   | Kees, Kark                                | tsiis, tsjerke       | cheese, church        |
| Palatisierung des germanischen a                                    | Straße                 | straat                       | Straat                                    | strjitte             | street                |
| r-Metathese                                                         | brennen                | branden                      | brannen                                   | baarne/brâne         | burn                  |
| Wegfall des t in der 3. Person Singular von sein                    | er ist                 | hij is                       | he is                                     | hy is                | he is                 |

Unter dem Nasal-Spiranten-Gesetz ist der Ausfall des Nasals vor einem Frikativ mit einer Ersatzdehnung des vorlaufenden Vokals zu verstehen.

### Weitere Unterschiede zum Hochdeutschen
Es gibt weitere Unterschiede zwischen dem Hoch- und dem Niederdeutschen, die nicht aus der zweiten Lautverschiebung resultieren. Diese treten nicht in allen niederdeutschen Dialekten auf. So wird s vor Konsonanten im Westniederdeutschen [s] ausgesprochen. Hingegen herrscht in den ostniederdeutschen Dialekten (mit Ausnahme des ehemaligen Mecklenburg-Schwerin) die Aussprache [ʃ] (sch) vor, wie sie auch im Hochdeutschen üblich ist. Im Gegensatz zum Hochdeutschen ist die Schreibweise im Niederdeutschen allerdings beiderseits der Elbe vornehmlich die mit bloßem s.
sl ↔ schl:
- westnd. slapen ↔ hdt. schlafen

sm ↔ schm:
- westnd. smeren, Smeer ↔ hdt. schmieren, Schmiere

sp ↔ schp:
- westnd. spitz, spiss ↔ ostnd. und hdt. spitz („schpitz“ ausgesprochen)

st ↔ scht:
- westnd. Steen ↔ hdt. Stein („Schtein“ ausgesprochen)

sw ↔ schw:
- westnd. Swien ↔ hdt. Schwein

### Alte Kurzvokale in offener Silbe
Das Altsächsische besaß acht Kurzvokale in offener Silbe. Als die Endsilben geschwächt wurden zu Anfang der mnd. Periode, lag der volle Wortakzent auf dem Stammvokal, daraus resultierend konnte die Kürze und Offenheit der Vokal nicht mehr beibehalten werden. Die Dialekte reagierten verschieden, um die Laute wieder aussprechbarer zu machen. Das Westfälische diphthongierte die Laute (Westfälische Brechung), womit sieben der acht Vokale erhalten werden konnten. Das Nordniedersächsische verlängerte die Vokale und erhielt somit drei von acht erhaltenen Lauten.

## Rechtschreibung
Das Niederdeutsche hat keine einheitliche oder verbindliche Rechtschreibung. Sprachwissenschaftler benutzen phonetische Transkriptionen, also Schreibungen, die die Laute wiedergeben. Diese Texte sind für Laien schwer lesbar.
- In Deutschland vorherrschend sind Orthographien, die sich am Hochdeutschen orientieren
  - Die Rechtschreibregelung von Johannes Saß (Kleines plattdeutsches Wörterbuch) ist die gebräuchliche Rechtschreibung für das Nordniedersächsische. Sie lehnt sich an die hochdeutsche Rechtschreibung an und macht Abweichungen kenntlich. Diese Rechtschreibung ist weder verbindlich noch geographisch umfassend und lässt eine Variabilität zu.
  - Für das Mecklenburg-Vorpommersche wird vom Kompetenzzentrum für Niederdeutschdidaktik die Orthographie nach Renate Herrmann-Winter empfohlen,[93] die sich ebenfalls an die hochdeutsche Rechtschreibung anlehnt und die zusätzlichen Sonderzeichen å und œ verwendet.[94] Sie ist ebenfalls nicht verbindlich, wird aber in der Lehrerbildung eingesetzt.
  - Für das Westfälische und das (Mittel-)Märkische sind beide Orthographien ungeeignet, da die dortigen Diphthonge nicht adäquat wiedergegeben werden.[95]
- Das Niederdeutsche in den Niederlanden folgt einer auf dem Niederländischen basierenden Orthographie.
- Das Plautdietsche besitzt eine eigene, unabhängig entwickelte Orthographie.[96]

Daneben stehen historische Orthographien. Otto Bremer gab Regeln für die plattdeutsche Rechtschreibung heraus und für den nordniedersächsischen Raum hat Conrad Borchling eine Rechtschreibungslehre erarbeitet, die neben ö, ü, ß auch die Buchstaben ę und ǫ̈ verwendet.

## Morphologie
Niederdeutsch ist keine standardisierte Sprache, sondern stellt einen Verbund von zum Teil sehr unterschiedlichen Dialekten und Regionalsprachen dar. Eine umfassende Beschreibung der niederdeutschen Grammatik ist daher aufgrund des hohen Grades an Variation schwierig. Die folgende Darstellung basiert teilweise auf einer Kurzgrammatik von Wolfgang Lindow und orientiert sich vermutlich weitgehend an den Verhältnissen im Nordniedersächsischen. Zu beachten ist, dass das g im Auslaut (je nach dem vorangehenden Vokal) als Ach-Laut ([x/]) bzw. Ich-Laut ([ç]) gesprochen wird. Diese auch heute noch bei norddeutschen Sprechern des Hochdeutschen gebräuchliche Aussprache war ursprünglich eine Folge der Auslautverhärtung ((ɣ → x bzw. ç)). Die niederdeutsche Lautung entspricht auch der Aussprache der Endung -ig im Standarddeutschen.

### Substantive

#### Genera
Substantive haben (wie im Hochdeutschen) drei Geschlechter: männlich (maskulin, m.), weiblich (feminin, f.) und sächlich (neutrum, n.):
- de Mann („der Mann“; Akkusativ: den Mann)
- de Fru („die Frau“; Akkusativ: de Fru)
- dat Kind („das Kind“; Akkusativ: dat Kind)

Das Genus der Substantive ist bei manchen Wörtern nicht eindeutig festgelegt. Es stimmt auch nicht unbedingt mit dem Genus des entsprechenden hochdeutschen Wortes überein:
- de/dat Band („der Bindfaden“): m. oder n.
- de Disstel („die Distel“): m. oder f.
- de/dat Schiet („der Dreck, Schmutz“): m., f. oder n.
- dat Liev („der Körper, Leib“): n.
- dat Been („der Knochen“; eng. bone): n.
- de Been („das Bein“; eng. leg): m.

In der Flexion ist im Vergleich zum Hochdeutschen häufig eine Vereinheitlichung des Formeninventars festzustellen. Jedoch finden sich vom Mittelalter bis zur Moderne Beispiele für das Vorhandensein aller Kasus mit ähnlicher Verwendung von Präpositionen und Artikeln wie in der deutschen Grammatik.

#### Dativ und Akkusativ (Obliquus)
Man spricht beim Niederdeutschen oft von einem Subjektfall (dem Nominativ) und einem Objektfall, dem sogenannten Obliquus. Der Dativ ist größtenteils mit dem Akkusativ zusammengefallen; der Genitiv ist bereits vorher ausgestorben und wird nun zum Beispiel auf adnominaler Ebene durch eine präpositionale Verbindung oder eine Konstruktion mit dem Possessivpronomen umschrieben (Beispiel: mien Vadder sien Huus – „meines Vaters Haus“). Ein tatsächlicher Dativ findet sich allerdings noch in einigen Dialekten (Westfälisch) und bei anderen Dialekten in Relikten, da der Dativ-Artikel ’n in Kontraktionen in fast allen Dialekten vorherrscht.
Dabei tritt heute als ausgeschriebener Artikel für Dativ und Akkusativ nur den für männliche Substantive auf. Der weibliche und der sächliche Artikel bleiben unverändert. Im Gegensatz zum Hochdeutschen wird der ursprüngliche mittelniederdeutsche Akkusativartikel den in vielen Dialekten kurz gesprochen und findet sich daher auch als dän oder denn geschrieben.
Der Subjektfall ist ein Merkmal der nordseegermanischen Sprachen (Ingwäonismen), den z. B. auch das Niederländische oder Friesische aufweist.

#### Genitiv
Der Genitiv wurde mit angehängtem -(e)s und dem Definitartikel des gebildet. Mit dem neuzeitlichen Niedergang des Niederdeutschen ist er jedoch vollständig ausgestorben. Nur in bestimmten Konstruktionen (den adverbialen Genitiven), vor allem in Temporaladverbialien, insbesondere bei Tageszeitangaben, findet er sich noch als Relikt, gilt aber nicht mehr als produktiv. Man spricht hier auch von „erstarrten Genitiven“.
- Tüügs maken – „des Zeuges machen“ (als Umschreibung für Dummheiten; von Tüg „Zeug“)
- eens Dags – „eines Tages“
- ’s Morrns – „des Morgens“
- ’s Nachts – „des Nachts“

Das Verkürzen des des zu ’s ist dabei – wie auch im Niederländischen – allgemein üblich. Heute wird der adnominale Genitiv zumeist durch eine Konstruktion mit dem Obliquus (bzw. Dativ, wo er noch existiert) und dem Possessivpronomen (sogenannter possessiver Dativ) oder durch von wie im Englischen und Niederländischen sowie in den hochdeutschen Dialekten ersetzt, also in der Form den Fischer siene Fru oder de Fru vun den Fischer. In älterer Zeit fand sich noch der sogenannte possessive Genitiv in Form von Des Fischer sien Fru. Für die Possessivkonstruktion de Zigarrenmaker sine Kinner gilt dabei die Bedingung, dass der Besitzer (Possessor) belebt (human oder animat) sein muss, während die Präpositionalphrase mit von auch mit unbelebten Possessoren verwendet werden kann. Die Genitivobjekte (adverbale Genitive) werden durch den Obliquus ausgedrückt oder die Verben, die (ehemals) ein Genitivobjekt forderten, gerieten außer Gebrauch. Selbiges gilt entsprechend auch für ehemals den Genitiv fordernde Präpositionen, die fortan einen Obliquus regieren.

#### Plural
Den Plural bilden die Substantive auf unterschiedliche Weise:
| Muster                        | Singular  | Plural                                   | Deutsch                | z. B. Süd-Niederfrankisch (Limburgisch) |
| ----------------------------- | --------- | ---------------------------------------- | ---------------------- | --------------------------------------- |
| Umlautung des Stammvokals     | dat Huus  | de Hüüs                                  | das Haus, die Häuser   | öt Huus, de Huuser                      |
| Verlängerung des Stammvokals* | de Dag    | de Daag(/e/n)                            | der Tag, die Tage      | de Daag, de Daag                        |
| Endung -(e)n                  | de Disch  | de Dischen                               | der Tisch, die Tische  | de Dösch (Taofel), de Dösche            |
| Endung -er                    | dat Kleed | de Kleder                                | das Kleid, die Kleider | öt Kleed, de Klèjjer                    |
| Endung -er mit Umlaut         | dat Book  | de Böker                                 | das Buch, die Bücher   | öt Book, de Böök                        |
| Endung -s                     | de Arm    | de Arms                                  | der Arm, die Arme      | de Ärm, de Ärm                          |
| Keine Änderung                | de Fisch  | de Fisch                                 | der Fisch, die Fische  | de Fösch/Vösch, de Fösch(e)/Vösch(e)    |
| unregelmäßig                  | de Mann   | de Mannslüd (traditionell auch de Manns) | der Mann, die Männer   | de Mann, de Männer/Mannslüj/Män         |

(*) Überrest früherer Mehrsilbigkeit
Viele der Beispiele entstanden erst in späterer Zeit und entsprechen nicht dem Stand des Mittelniederdeutschen. So führt hüs eigentlich ein stummes E. (mnd. hüse), welches sich noch durch überlangen Vokal und stimmhaften Aussprechen des letzten Konsonanten zeigt, dies Vorkommnis bezeichnet man oft als Schleifton oder Knick. Ebenso die Pluralendung -er(e). Ebenfalls fanden Wechsel der Klassen statt. „Kleid“ etwa existierte lange Zeit parallel in den Formen klede und kledere, wobei letzteres zuerst seltener war und später ob der Ähnlichkeit zum Hochdeutschen siegte. Auch die Pluralendung -s gewann erst in späterer Zeit an Boden, als Singular- und Pluralformen durch die Apokope des pluralen -e ununterscheidbar wurden (ebenso in -er(e)/-er(e)s). Das -e als Pluralendung kommt in den nordniedersächsischen Dialekten eigentlich nicht mehr vor und ist anderen Ableitungen gewichen bzw. abgefallen.

### Pronomen
Auch bei den Pronomen gibt es teilweise nur einen Subjektfall (den Nominativ) und einen Objektfall (den Dativ und Akkusativ).
- Die Personalpronomen („ich, du, er, sie, es“ usw.) ähneln zum Teil dem Hochdeutschen, allerdings hat die dritte Person Singular maskulin eine andere Wurzel (he statt er).

| Numerus  | Person | Genus      | Nominativ       | Objektiv                                    | Objektiv (Ostfriesland) | Objektiv (Ostfalen) |
| Singular | 1.     |            | ik/ick (ek/eck) | mi                                          | mi                      | mik/mick (mek/meck) |
| Singular | 2.     |            | du              | di                                          | di                      | dik/dick (dek/deck) |
| Singular | 3.     | Maskulinum | he(i)           | em                                          | hum                     | ö(h)ne              |
| Singular | 3.     | Femininum  | se(i)           | ehr                                         | hör                     | se(i)               |
| Singular | 3.     | Neutrum    | dat/et          | dat/et                                      | dat                     | et                  |
| Plural   | 1.     |            | wi              | u(n)s                                       | uns                     | üsch                |
| Plural   | 2.     |            | ji              | ju, juch (verschriftlicht auch als jug), ji | jo                      | jehre               |
| Plural   | 3.     |            | se(i)           | jem/jüm/ehr/se(i)                           | hör                     |                     |

In Störmede (westfälisch):
|          |           | 1. Person   | 2. Person   | 3. Person   | 3. Person   | 3. Person   |
| Maskulin | Feminin   | 1. Person   | 2. Person   | Neutral     |             |             |
| -------- | --------- | ----------- | ----------- | ----------- | ----------- | ----------- |
| Singular | Nominativ | ik          | diu         | hoi         | soi         | iät         |
| Singular | (Genitiv) | (van meune) | (van deune) | (van seune) | (van iähre) | (van seune) |
| Singular | Dativ     | meu         | deu         | iähne       | iähr        | iähne       |
| Singular | Akkusativ | meu         | deu         | iähne       | soi         | iät         |
| Plural   | Nominativ | weu         | jeu         | soi         | soi         | soi         |
| Plural   | (Genitiv) | (van use)   | (van jiue)  | (van iähre) | (van iähre) | (van iähre) |
| Plural   | Dativ     | us          | jiu         | iähnen      | iähnen      | iähnen      |
| Plural   | Akkusativ | us          | jiu         | soi         | soi         | soi         |

Die in westlichen Teilen Südwestfalens gebräuchlichen Pronomen (j)it bzw. ink (2. Pers. Pl. Nom. bzw. Akk.) leiten sich aus den altsächsischen Dualformen „git“ (ihr beide) und „ink“ (euch beiden) ab.
- Das Reflexivpronomen (der 3. Person) ist sik/sick (ostfriesisch sük).

- Die Possessivpronomen („mein, dein, sein, ihr“ etc.) unterscheiden Singular und Plural, abhängig davon, ob das Besessene in der Einzahl oder Mehrzahl vorhanden ist. Dies ist auch im Hochdeutschen so („mein, meine“). Bei den Akkusativformen mit einfachem Besitz stehen die Formen mit der Endung -en für das männliche Geschlecht, die Formen ohne -en für das weibliche bzw. das sächliche Geschlecht.

| Numerus (Possessor) | Person (Possessor) | Genus (Possessor)  | Singular Mask./Neut., Nominativ | Singular Mask./Neut., Akkusativ | Singular Fem. | Plural Nominativ | Plural Akkusativ |
| ------------------- | ------------------ | ------------------ | ------------------------------- | ------------------------------- | ------------- | ---------------- | ---------------- |
| Singular            | 1.                 |                    | mien                            | mien(en)                        | mien(e)       | mien             | mien             |
| Singular            | 2.                 |                    | dien                            | dien(en)                        | dien(e)       | dien             | dien             |
| Singular            | 3.                 | Maskulinum/Neutrum | sien                            | sien(en)                        | sien(e)       | sien             | sien             |
| Singular            | 3.                 | Femininum          | ehr                             | ehr(en)                         | ehr           | ehr              | ehr              |
| Plural              | 1.                 |                    | u(n)s                           | u(n)s(en)                       | u(n)s(e)      | u(n)s            | u(n)s            |
| Plural              | 2.                 |                    | ju(un), jug(e/n)                | ju(un), jug(e/n)                | ju(e), jug(e) | juun             | juun             |
| Plural              | 3.                 |                    | (jem-)ehr                       | (jem-)ehr(en)                   | (jem-)ehr     | (jem-)ehr        | (jem-)ehr        |

- Bei den Demonstrativpronomen („dieser, diese, dieses“ etc.) unterscheiden sich maskuline und feminine Formen im Nominativ Singular kaum. Der Plural ist für alle Geschlechter gleich.

| Numerus  | Genus      | Nominativ        | Akkusativ           |
| -------- | ---------- | ---------------- | ------------------- |
| Singular | Maskulinum | de / disse/düsse | den / dissen/düssen |
| Singular | Femininum  | de / disse/düsse | de / disse/düsse    |
| Singular | Neutrum    | dat / dit/düt    | dat / dit/düt       |
| Plural   |            | de / disse/düsse | de / disse/düsse    |

### Adjektiv
Adjektive, Artikel und Pronomina, die sich auf ein Substantiv beziehen, richten sich in ihrer Form nach dem Geschlecht des Substantivs. Dies bezeichnet man auch als Kongruenz. Die Flexion der Adjektive ist im niederdeutschen Sprachgebiet nicht einheitlich. Es treten unterschiedliche Formen auf, die auch nicht eindeutig regional gegliedert werden können. Bei allen drei Geschlechtern kann das Adjektiv ohne Endung gebraucht werden (de lütt Mann, de lütt Fru, dat lütt Kind). Den Gebrauch mit Endungen kann man den folgenden Beispielen entnehmen:
| Genus    |            | Nominativ            | Objektiv             |
| -------- | ---------- | -------------------- | -------------------- |
| Männlich | bestimmt   | de starke Mann       | den starken Mann     |
|          | unbestimmt | en starken Mann      | enen starken Mann    |
| Weiblich | bestimmt   | de smucke Deern      | de smucke Deern      |
|          | unbestimmt | en(e) smucke Deern   | en(e) smucke Deern   |
| Sächlich | bestimmt   | dat wide Land        | dat wide Land        |
|          | unbestimmt | en wid(e -s/-t) Land | en wid(e -s/-t) Land |

Die unbestimmten sächlichen Formen, die auf -et, -es enden, sind zumeist hochdeutsch beeinflusst, traditioneller wäre das Verwenden von keiner Flexionsendung.
Die Steigerung der Adjektive erfolgt durch die Endungen -er und -st(e). Der Superlativ mit „am“ („am besten“) wurde früher ausgedrückt mit up’t („up’t best“), heute vielfach auch mit an’n. Natürlicher sind jedoch Konstruktionen, wie sie im Englischen auch vorkommen. Im Hochdeutschen würde man „Das Haus ist am besten“ sagen, im Englischen dagegen „This house is best“, Plattdeutsch genauso „Dat is Huus is best“.

### Zahlwort
| Grundzahlen: - 1: een/ein (en) - 2: twee/twei - 3: dree/drei - 4: veer/vir - 5: fief/fiev/fiw - 6: söss/sess/soss/sös - 7: söben/söven/säben - 8: acht - 9: negen - 10: teihn/teigen (teihn) - 11: ölben/ölven/olben/elben/elm - 12: twölf/twolf/twalm - 13: dörteihn/darteihn/drütteigen - 14: veerteihn/virteigen - 15: föffteihn/foffteihn/fiefteihn/föfteigen | - 16: sössteihn/sossteihn/sessteihn/sösteigen - 17: söbenteihn/säbenteigen - 18: achteihn/achtteigen - 19: negenteihn/nee’ntein/negenteigen - 20: twintig/twinnich - 21: einuntwintig - 30: dörtig/dartig - 40: veertig/virtig - 50: föfftig/föftig/fieftig - 60: sösstig/sosstig/sesstig/söstig - 70: söbentig/söventig/säbentig - 80: achtig/achttig/tachentig - 90: negentig - 100: hundert/hunnert/hünnert - 1000: dusend | Ordnungszahlen: - 1.: de eerst(e)/irst - 2.: de tweet(e)/tweit - 3.: de drüdde, drütt(e), dard(e) (ostfriesisch) / drüdd - 4.: de veert(e)/virt - 5.: de föfft(e)/föft/fiefte - 6.: de söst - 7.: de säbent - 8.: de acht - 9.: de negent - 10.: de teigt - 11.: de elbent - 12.: de twölft - 13.: de drütteigt - 20.: twintigst | - 21.: einuntwintigst - 100.: hunnertst - 1000.: de dusendst |

Die noch höheren Zahlwörter sind die international üblichen: Million, Milliard usw. Zusammengesetzte Zahlwörter werden wie im Hochdeutschen gebildet: 27 = söbenuntwintig, 1845 = eendusend achthunnert fiefunveertig (als Jahreszahl: achteihnhunnert …).
In Störmede (westfälisch):
| Grundzahlen: - 1: oine - 2: twoie - 3: droie - 4: voere - 5: foiwe - 6: sässe - 7: siewene - 8: achte | - 9: niegene - 10: toine - 11: elwe - 12: twiälwe - 13: drüttoine - 20: twintig - 21: oinentwintig - 30: diärtig | - 40: vättig - 50: fivtig - 60: sässtig - 70: siewensig - 80: achtsig - 90: niegentsig - 100: hunnert - 1000: diusent |

### Verb

#### Konjugation
Das plattdeutsche Verb kennt die zwei grundlegenden Zeiten des Präsens und des Präteritums sowie die Modi des Indikativs und des Imperativs.
In vielen, aber nicht allen, niederdeutschen Dialekten sind die Pluralendungen, wie sie im Hochdeutschen unterschieden werden und im Mittelniederdeutschen unterschieden wurden, zu einer Einheitsendung zusammengefallen. Diese lautet westlich der Elbe -t, östlich der Elbe und in Ostfriesland -(e)n und gilt als zentrales Kriterium zur Unterscheidung west- und ostniederdeutscher Dialekte. Das gleiche Phänomen findet sich auch anhand der Eiderlinie in Schleswig-Holstein, sodass die Einheitsendung in Schleswig -(e)n ist, während in Holstein -t verwendet wird. Der Einheitsplural ist ein gemeinsames Merkmal der modernen nordseegermanischen Sprachen.
|       | Standarddeutsch | Niederländisch                  | Niederdeutsch                     | Friesisch | Englisch  |
| 1. PL | wir haben       | wij hebben                      | wi hebbt (wnd.), wi hebben (ond.) | wy hawwe  | we have   |
| 2. PL | ihr habt        | jij hebt (heute: jullie hebben) | ji hebbt (wnd.), ji hebben (ond.) | jo hawwe  | you have  |
| 3. PL | sie haben       | zij hebben                      | se hebbt (wnd.), se hebben (ond.) | se hawwe  | they have |

Es existiert nur ein Partizip, das Partizip Perfekt (Partizip Präteritum, auch als „Partizip II“ bezeichnet). Das Partizip Präsens (oder „Partizip I“) ist formal mit dem Infinitiv zusammengefallen.
Vorsilbe ge-
Das Präfix ge- findet sich im Niederpeußischen und im Mittelmärkischen (je-) sowie (reduziert auf e-) im Ostfälischen, aber nicht im Ostfriesischen, Nordniedersächsischen und Mecklenburgischen.
- nnds. kööpt, ostf. ekofft (vgl. dän. købt, ndl. gekocht, dt. gekauft)
- nnds. slapen, ostf. eslapen (vgl. engl. slept, ndl. geslapen, dt. geschlafen)

Die Ursache dieses Unterschiedes ist ein allmählicher Verlust der Vorsilbe (analog auch im Englischen), der sich allerdings (auch unter dem Einfluss des Schrift- und Mitteldeutschen) nicht vollständig durchgesetzt hat. Im Altsächsischen wurde das Partizip Präteritum von nicht zusammengesetzten Verben – wie auch im Althochdeutschen – mit dem Präfix gi- gebildet (mittelhochdeutsch und neuhochdeutsch ge-), die alle auf urgermanisches *ᵹi- zurückgehen. Im Angelsächsischen wurde es gewöhnlich mit dem Präfix ge- bzw. ᵹe- (abhängig von der normalisierten Orthographie), altangelsächsisch ᵹi-, gebildet, aber daneben gibt es auch Formen ohne Vorsilbe.
Generell ist zu beobachten, dass es im nördlichen Sprachraum eine über das Partizip hinausgehende Abneigung gegen das Präfix ge- gibt. So wird bereits in älteren Quellen ein Geschlechterbuch Slechtbook genannt. Mit dem hochdeutschen Verb „gehören“ korrespondiert das niederdeutsche hören/heurn und – präziser – tohören/toheurn. He heurt de vun de Geest to = „Er gehört zu denen von der Geest“.
Das ausfallende Präfix ge- des Partizips ist ein Merkmal der nordseegermanischen Sprachen:
|                                      | Standarddeutsch | Niederländisch | Niederdeutsch | Friesisch | Englisch |
| Partizips Perfekt ohne das Präfix ge | getan           | gedaan         | daan          | dien      | done     |

#### Analytische Flexion
Neben der synthetischen Flexion, in der die Wortform selbst grammatische Merkmale ausdrückt, besteht ähnlich wie im Hochdeutschen die Möglichkeit der analytischen Flexion, bei der die grammatische Information wird von einem eigenen freien grammatischen
Morphem getragen wird:
- Vergangenheitsformen mit hebben „haben“ + Partizip: Das Perfekt und Plusquamperfekt wird – ähnlich wie im Deutschen – mit dem Hilfsverb hebben gebildet.
- Futur mit warden „werden“ + Infinitiv: Zum Teil wird das Futur wie im Hochdeutschen mit dem Verb waarn (= „werden“). gebildet: Ik waar morgen to School gahn („Ich werde morgen zur Schule gehen“).
- Futur mit sallen/sölen/schölen (usw.) + Infinitiv: Das Futur wird zum Teil – anders als im Deutschen und ähnlich wie im Schwedischen, Englischen, Niederländischen, Friesischen – mit dem Hilfsverb sölen/schölen/zullen/sallen/schælen… (verwandt, aber nicht bedeutungsidentisch mit dem Deutschen „sollen“) gebildet.
- Futurkonstrukte mittels blieven + Verb/Adjektiv: Diese Bildungen besitzen eine implizite Aussage über die Zukunft, etwas wird passieren/ist dabei zu passieren (Verlaufsform). So bedeutet staan blieven anhalten statt stehenbleiben. Ik blieve lopen = ich laufe weiterhin. Ein bekannteres Beispiel doodblieven (wörtlich: totbleiben) für sterben, He bilft dood (Er stirbt); He is vör twee weken doodbleven (Er ist vor zwei Wochen gestorben).

Das Futur mit sallen entspricht Bildungen in anderen westgermanischen Sprachen:
|                                                  | Standarddeutsch                    | Niederländisch                  | Niederdeutsch                    | Friesisch   | Englisch                      |
| Futurbildung mit dem Hilfsverb schallen (sallen) | Ich werde gehen (Hilfsverb werden) | Ik zal gaan (Hilfsverb: zullen) | Ik sall gahn (Hilfsverb: sallen) | Ik sil gean | I shall go (Hilfsverb: shall) |

Beide Möglichkeiten, warden und sallen sind zur Futurbildung gleichwertig verwendbar. Tatsächlich bevorzugt das Niederdeutsche aber – wie auch das gesprochene Hochdeutsche – reines Präsens zur Bezeichnung des Futurs („Ik gah mörgen na School to.“), denn beide analytische Bildungsformen haben spezifischere Nebenbedeutungen:
- sallen + Infinitiv wie in Ik schall na School gahn kann sowohl „Ich werde zur Schule gehen“ als auch „Ich soll zur Schule gehen“ bedeuten.

- warden + Infinitiv wie in dat ward rägen „es beginnt zu regnen“[34] markiert nach Schröder (2004, S. 45, Orthographie geändert) weniger allgemein zukünftige, sondern inchoative (unmittelbar bevorstehende) Handlungen

In mittelniederdeutschen Texten, etwa der niederdeutschen Übersetzung des Narrenschiffs, findet sich auch, wie im Englischen und Norwegischen, das Futur mit vil.

## Syntax
Der Satzbau des Niederdeutschen ist großteils dem anderer kontinentalgermanischer Sprachen vergleichbar und kann (wie z. B. auch hochdeutsch und dänisch) mit einem topologischen Feldermodell beschrieben werden, wobei die Wortstellung im Relativsatz heute weitgehend dem hochdeutschen Muster folgt. In der Wortstellung finden sich Unterschiede zum Hochdeutschen, was z. T. auch durch den weitgehenden Zusammenfall von Akkusativ und Dativ im Niederdeutschen bedingt ist. In allen Fällen gilt allerdings starke regionale Variation, und insbesondere die Zusammenwirkung zwischen Informationsstruktur und Syntax im Niederdeutschen ist kaum erforscht.

### Preposition Stranding
Deutliche Unterschiede zum Hochdeutschen liegen unter anderem in der systematischen Verwendung von Preposition Stranding, d. h. der Trennung des Pronominaladverbs:
- dor heff ick den ganzen Keller von vull „Davon habe ich den ganzen Keller voll“ wörtlich „Da habe ich den ganzen Keller von voll“ (Beispiel aus einer Aussage des Verlegers Theo Schuster.[122])
- Dor will ik nix mit to doon hebben. „Damit will ich nichts zu tun haben.“, wörtlich „Da will ich nichts mit zu tun haben“ (Schröder 2004, S. 44, Orthographie geändert)[123]

Das Phänomen tritt auch in der norddeutschen Umgangssprache auf.

### Doppelte Verneinung
Nach Schröder (2004, S. 44, Orthographie geändert):
- Dat heff ik nie nich secht „Das habe ich niemals gesagt“, wörtlich „das habe ich nie(mals) nicht gesagt“

Das Phänomen ist im älteren Deutsch und in den deutschen Dialekten weit verbreitet und kein Alleinstellungsmerkmal des Niederdeutschen. In einer Korpusstudie konnten Elmentaler und Borchert (2012, S. 122) die Konstruktion in der Spontansprache nicht nachweisen, dies kann jedoch auch der unzureichenden Größe des Korpus zuzuschreiben sein.

### doon„tun“ + Infinitiv
Nach Schröder (2004, S. 44) ermöglicht periphrastisches doon „tun“ mit Infinitiv im Hauptsatz die Betonung des Hauptverbs (Orthographie geändert):
- Verkööpen deit se mi nix „Verkaufen tun sie mir nichts“ (Schröder 2004, S. 44)[123]
- Ik do doch mien Fisch nich steelen „Ich tue doch meinen Fisch nicht stehlen“ (ebd.)

Überwiegend tritt das Phänomen aber in Nebensätzen auf, wo es Konjunktiv, Verstärkung einer Aussage oder einen durativen Verlauf der Verbalhandlung anzeigt
- De Storm bruus so dull, dat de Kåt bäwern dä „Der Sturm brauste so toll, dass die Hütte (Kate) zittern tat“ (Schröder 2004, S. 44)[123]

Die tun-Periphrase gilt als gesamtniederdeutsch, ist jedoch v. a. für das Nordniedersächsische untersucht worden. Weber (2015) identifizierte allerdings regionale Unterschiede zwischen Westfälisch und Nordniedersächsisch, sowie -- allerdings nur als Ausblick -- für die Mundarten Nordbrandenburgs und Mecklenburg-Vorpommerns.
Das Phänomen tritt auch in der norddeutschen Umgangssprache auf. Nach Elmentaler und Borchert (2012, S. 119) ist die Konstruktion in spontan gesprochenem Niederdeutsch stark rückläufig, existiert aber noch.

### Kopula +an/bi +Infinitiv
Nach Schröder (2004, S. 45) dient die Konstruktion von Kopula (sien bzw. wesen), einer Präpositionalphrase mit an oder bi und folgendem substantiviertem Infinitiv der Hervorhebung des durativen Charakters einer Handlung (Orthographie geändert):
- He weer an Studeern dat Danßen to leern „er studierte (fortwährend), um das Tanzen zu lernen“[34]
- Ik bin jüst bi't Äten „ich esse gerade“[34]
- Eenmål weern se dår ook weder bi to snacken „einmal sprachen sie auch wieder (wiederholt) miteinander“[34]
- Se weer all an't Hoojåhnen „sie hat schon (immer wieder) gegähnt“[34]

In Verbindung mit einem Partizip ist der durative Aspekt verblasst:
- nüms is sik'n Malöör vermooden[34]
- ík kann dat nich verlangt sien[34]

Diese Konstruktion kompensiert den Zusammenfall des Partizip Präsens (oder „Partizip I“) mit dem Infinitiv und kommt ähnlich auch im Niederländischen und umgangssprachlich im Deutschen vor (Rheinische Verlaufsform):
- Plattdeutsch: Ik bün an’t maken.
- Niederländisch: Ik ben aan het maken.
- Umgangssprachliches Deutsch: Ich bin am machen.
- Standardhochdeutsch: Ich mache gerade.
- Deutsch mit Partizip I: Ich bin machend.
- Englisch: I’m making.

### hebben„haben“ + Infinitiv
Nach Schröder (2004, S. 45) markiert hebben + Infinitiv durative Handlungen (Orthographie geändert):
- se hett ehr lütt Kint up'n Schoot sitten „ihr Kind sitzt (fortwährend) auf dem Schoß“[34]
- he hett veel Kråm to liggen „er hat (stets) viel Kram herumliegen“[34]

Das Phänomen tritt auch in der norddeutschen Umgangssprache auf.

### kamen„kommen“ + Infinitiv
Nach Schröder (2004, S. 45) markiert kamen + Infinitiv inchoative (unmittelbar bevorstehende) Handlungen (Orthographie geändert):
- denn keem he op'n Rüch to liggen „(unmittelbar danach) legte er sich auf den Rücken“[34]

Das Phänomen tritt auch in der norddeutschen Umgangssprache auf.

### gåhn„gehen“ + Infinitiv
Nach Schröder (2004, S. 45) markiert gåhn + Infinitiv in idiomatisierten Wendungen mit sitten „sitzen“ und liggen „liegen“ inchoative (unmittelbar bevorstehende) Handlungen (Orthographie geändert):
- de Koh geit liggen „die Kuh wird sich (gleich) hinlegen“[34]

In einer Korpusstudie konnten Elmentaler und Borchert (2012, S.121) in der Spontansprache nicht mehr nachweisen.

## Informationsstruktur

### Linksversetzung
Verschiedentlich bemerkt wurde ein stärkerer Gebrauch von Rechts- und Linksversetzung (z. B. Wiggers 1859, S. 108 und Mussaeus 1829, S. 69 für das Mecklenburgische):
| (1) | Dat Perd dat schüdde mit’n Koppe             |
|     | DET Pferd DET schütteln.3sg.pst mit.DET Kopf |
|     | „Das Pferd, das schüttelte den Kopf.“        |

Hier ist das Pferd linksversetzt.

### Rechtsversetzung
| (2) | Nu hett he ’n Knecht hatt, de Bur, de hett Hans heten                     |
|     | PART AUX er DET Knecht haben.PTCP DET Bauer DET AUX Hans heißen.PTCP      |
|     | „Jetzt hat er[1] einen Knecht[2] gehabt, der Bauer[1], der hieß Hans[2].“ |

In diesem Beispiel ist de Bur rechtsversetzt.
Andere Beispiele sind Sätze wie: Ik mag dat nich, gahn rut bi Regen (hochdt. wörtlich: „Ich mag es nicht, gehen hinaus bei Regen“) normal, da die Wörter z. T. andere Fälle und Formen regieren als die deutschen. In diesem Fall gilt das etwa für das Wort mögen, welches einen Infinitiv ohne to (zu) erfordert.

## Einfluss und Verwendung

### Einfluss auf das Hochdeutsche
Das Niederdeutsche nimmt gegenüber dem Hochdeutschen die Stellung einer Substratsprache ein. In Norddeutschland sind unzählige niederdeutsche Wörter im allgemeinen Sprachgebrauch zu finden, manche werden sogar in der hochdeutschen Standardsprache verwendet. Ebenso teilt die norddeutsche Umgangssprache ausgewählte (jedoch nicht alle) Merkmale der niederdeutschen Syntax, etwa die Periphrase mit tun sowie Preposition Stranding. Die Verwechslung von Dativ und Akkusativ in hochdeutschen Dialekten auf niederdeutschem Substrat (z. B. im Berlinischen) wird auf den niederdeutschen Zusammenfall beider Fälle zurückgeführt.
- aus der Fachsprache der Seefahrt stammen unter anderem:
  - Achterdeck (von achter, niederdeutsch für „hinter, hinten“)
  - Bug
  - Hafen
  - Heck
  - Kiel
  - Lotse
  - Planke
  - Rah(e)
  - Reling
  - Steven
  - ein-, ausscheren (ursprünglich von Schiffen) bzw. einscheren (von einem Tau)
  - schlingern
  - Wrack
  - wriggen (mittels eines Ruders kreisende Bewegungen zum Vorwärtsbewegen des Bootes vollführen)

- in die deutsche Standardsprache eingegangen sind unter anderem:
  - Bernstein
  - Drink (Niederdeutsch-Englisch Drink hat Hochdeutsch Trink verdrängt)
  - Fliese (Kachel)
  - Laken (Leintuch)
  - Lappen (Lumpen)
  - Lippe
  - Mettwurst (niederdeutsch Mett = Fleisch, speziell gehacktes Schweinefleisch)
  - Möwe
  - Spuk (Geistererscheinung)
  - Ufer (anstelle von hochdeutsch Gestade)
  - Hafen (anstelle von hochdeutsch Lände)
  - Ware (anstelle von hochdeutsch Kaufmannsgut)
  - knabbern
  - kneifen (jüngere verhochdeutschte Form des niederdeutschen kniepen)
  - schmuggeln
  - schnappen
  - verrotten (verfaulen)
  - wringen (ringen)
  - binnen (innerhalb; vgl. binnen … Minuten; Binnenschifffahrt)
  - echt (ursprünglich niederdeutsch für „gesetzmäßig“)
  - sacht (sanft)
  - Wappen (entspricht hochdeutsch „Waffen“, nieder- oder mitteldeutsch)

- beschränkt auf die norddeutsche Umgangssprache sind unter anderem:
  - Dustern (Dunkelheit)
  - Puschen (Hausschuhe)
  - schnacken (reden, bereden)
  - dröge (trocken)
  - Trecker (Traktor)
  - luschern (schauen, gucken)
  - sutsche (sachte, locker, entspannt)
  - Feudel (Wischlappen für den Boden, hiervon abgeleitet: feudeln)
  - dun (betrunken, berauscht)
  - schmöken ([Tabak] rauchen, vgl. „schmauchen“)

- in die allgemeine Umgangssprache eingegangen sind unter anderem:
  - doof (= hochdeutsch „taub“)
  - hapern (fehlen, nicht vorangehen)
  - is (= hochdeutsch "ist")
  - schlabbern (geräuschvoll auflecken; [sich] schlenkernd bewegen)
  - piepen (hochdeutsch „pfeifen“)
  - pinkeln, pissen (urinieren)
  - schrubben (fegen, kräftig reibend reinigen)
  - klamm (klamme Finger, nasskalt)

### Aspekte der Verwendung
Das Niederdeutsche hat den Ruf, eine gemütlich-heimelige Sprache zu sein. Dieter Stellmacher verweist auf das Beispiel eines Bremer Bundestagsabgeordneten, der zwar nicht fließend Niederdeutsch spricht, aber in Reden und Gesprächen gern niederdeutsche Sätze und Redewendungen einfließen lässt. Damit wolle der Abgeordnete (nach eigener Aussage) eine bessere Stimmung und eine nähere Verbindung zu seinen Zuhörern und Gesprächspartnern herstellen.
Vereinzelt ist auch in den Landtagen der norddeutschen Bundesländer niederdeutsch gesprochen worden, besonders bei Themen, die die niederdeutsche Sprache betreffen. Dies führte dann zu einer heiteren und versöhnlichen Stimmung unter den Parlamentariern. Allerdings zeigt dies auch, dass das Niederdeutsche gerne für weniger wichtige Themen verwendet wird.
Auch in der niederdeutschen Literatur und im plattdeutschen Theater (etwa im Hamburger Ohnsorg-Theater) erwartet das Publikum eher heitere und leichte Themen, obwohl es auch „ernste“ Literatur und Problemstücke auf Niederdeutsch gibt. Wo die niederdeutsche Literatur und Dramatik nicht nur oberflächlich unterhaltend ist, sondern „seriöser“ sein möchte, wird sie eher unwillig zur Kenntnis genommen. Dies kann damit begründet werden, dass das Niederdeutsche in seiner Anwendung lange Zeit auf private Themen, auf nicht-öffentliche Bereiche und auf die Lebenswelt der „kleinen Leute“ beschränkt war. Sofern das Niederdeutsche in Film und Fernsehen vorkommt, ist es entweder ausgeprägtes Regionalprogramm (z. B. NDR, De Noorden op Platt), gezielt zur Vermittlung des Niederdeutschen gedacht (etwa in Ritter Trenk op Platt, 2018) oder parodistisch gemeint (etwa in Ostfriesisch für Anfänger, 2016).

### Webpräsenz und sprachtechnologischer Support
Einige Software wurde nach der Jahrtausendwende ins Plattdeutsche übersetzt. Jedoch beschränken sich die Übersetzungen dabei auf das Nordniedersächsische. Die Desktop-Oberfläche KDE für Unixsysteme, für das Betriebssystem Linux und Derivate gibt es seit einiger Zeit auch mit Sprachpaketen in niederdeutscher Sprache. Die Übersetzungen der Desktop-Oberfläche Gnome für Linux in die niederdeutsche Sprache haben im August 2009 begonnen. Damit einher gehen Übersetzungen systemeigener Dialoge der Betriebssysteme Ubuntu und Fedora. Besonders Ubuntu Linux mit dem GNOME Desktop ist bereits gut in Plattdeutsch unterstützt. Auch ein Brennprogramm, und zwar „Brann-Stuuv 7“ von Ashampoo, war in niederdeutscher Sprache erhältlich.
Es existieren zwei niederdeutsche Wikipedias, einerseits für Niederdeutsch in und aus Deutschland, andererseits für Niederdeutsch in niederländischer/nedersaksischer Orthographie. Wo Sprachtechnologie für das Niederdeutsche existiert, ist sie ausschließlich auf das Nordniedersächsische ausgerichtet, da dieses die meiste Medienpräsenz genießt, relativ viel Content verfügbar ist und der ISO 639 language code nds keine weitere Unterscheidungsmöglichkeiten als den zwischen Ländern (nds-NL für die Niederlande) bietet. Mit Webcorpora existieren die technischen Möglichkeiten, moderne Technologien auf Basis von Word Embeddings und KI zu entwickeln damit nur für das Nordniedersächsische. Das Plautdietsche (ISO 639-3 pdt) und das Pomerano (nds-BR) verfügen über eigene Language Tags, aber nur über wenig digital verfügbares Sprachmaterial. Eine Wikipedia in Plautdietsch befindet sich auf Inkubator-Stufe. Die Abteilung „Pragmatik“ des IDS Mannheim bietet Audiokorpora mit teilweiser Transkription an, in denen Niederdeutsches enthalten ist, allerdings ohne dies separat auszuweisen, von ober- und mitteldeutschen Dialekten und systematisch von hochdeutsch geprägten Regiolekten zu trennen, die den ursprünglichen Dialekt jeweils überlagert haben. Die Dialektzugehörigkeit muss daher für jeden Datensatz aus den Metadaten (Herkunft der Sprecher, Aufnahmeort) und dem Text selbst (sprachliche Merkmale) separat erschlossen werden, die Korpora sind nicht zielgerichtet nach Sprachvarietät durchsuchbar, besitzen aber z. T. Annotationen (Lemmatisierung, Wortarten). Im Einzelnen betrifft das das Korpus Deutsche Mundarten: DDR für das Ostniederdeutsche, Ostfälische und Ostmitteldeutsche, das Zwirner-Korpus für das Westniederdeutsche, Westmitteldeutsche und Oberdeutsche in den alten Bundesländern, den Niederlanden (sowie Österreich, Frankreich und Liechtenstein), das Korpus Ehemalige deutsche Ostgebiete (Ostniederdeutsch, Ostmitteldeutsch, Hochpreußisch), und das Korpus Russlanddeutsche Dialekte (beinhaltet Plautdietsch). Annotierte Korpora für das moderne Niederdeutsche sind sehr wenig umfangreich.
Tatsächlich ist sogar das Mittelniederdeutsche des 12.–16. Jh. in dieser Hinsicht technologisch besser unterstützt als das moderne Niederdeutsche, da für dieses ein morphosyntaktisch annotiertes Referenzkorpus verfügbar ist.

## Liste niederdeutscher Dichter, Schriftsteller, Liedtexter und Übersetzer
- Caspar Abel
- Jürgen Friedrich Ahrens
- Friedrich Wilhelm Albrecht (altmärkisch)
- Richard Althaus
- Oswald Andrae
- Pauline Arndt
- Hermann Bärthel
- Georg Julius Berling
- Korl Biegemann (westfälisch: lippisch)
- August Biester
- Max Blum
- Hans Friedrich Blunck
- Johann Wilhelm Bornemann (altmärkisch)
- Hermann Boßdorf
- Hein Bredendiek
- John Brinckman (mecklenburgisch)
- Waltrud Bruhn
- Manfred Brümmer
- Reimer Bull
- Hans Bunje
- Karl Bunje
- Ruth Bunkenburg
- Gottfried Wilhelm Bueren
- Hermann Claudius
- Gerd Constapel
- Helmut Debus
- Heinrich Deiters
- Heinrich Deumeland
- Johannes Diermissen
- Theodor Dirks
- Georg Droste
- Eduard Edert
- Johann Hinrich Fehrs
- Gorch Fock (Johann Wilhelm Kinau)
- Wilhelm Fredemann
- August Freudenthal
- Friedrich Freudenthal
- Hermann Graebke
- Klaus Groth (dithmarsisch)
- Emanuel Gurlitt
- Heinrich Hanke (westfälisch: lippisch)
- Irmgard Harder
- Günter Harte
- Rudolf Hartmann
- Emil Hecker
- Wilhelm Henze (ostfälisch)
- August Hinrichs
- Christian Holsten
- Moritz Jahn
- Johannes Jessen
- Norbert Johannimloh
- Charlotte Keyser
- Anneliese Kiehne-Tecklenburg
- Rudolf Kinau
- Heinrich Kleibauer (westfälisch)
- Jürgen Kropp
- Hinrich Kruse
- Carl van der Linde
- Max Lindow (uckermärkisch [nordmärkisch/mittelpommersch])[147]
- Albert Mähl
- Joachim Mähl
- Johann Meyer (dithmarsisch)
- Ursel Meyer-Wolf
- Lisa Milbret
- Marie Mindermann
- Maria Mönch-Tegeder
- Wilhelm Oesterhaus (westfälisch: lippisch)
- Jutta Oltmanns
- Hans Hansen Palmus
- Elke Paulussen
- Friedrich Ernst Peters
- Emil Pleitner
- Franz Poppe
- Fritz Reuter (mecklenburgisch)
- Alma Rogge
- Walter Rothenburg
- Jacobus Sackmann
- Karl Sauvagerd
- Heinrich Schacht
- Jochen Schimmang
- Ernst-Otto Schlöpke
- Heinrich Schmidt-Barrien
- Helmuth Schröder
- Walter Schröder
- Wilhelm Schröder
- Paul Schurek
- Martin Selber
- Wolfgang Sieg
- Klaas Smelik[148]
- Felix Stillfried
- Julius Stinde
- Erna Taege-Röhnisch (uckermärkisch/nordmärkisch)
- Rudolf Tarnow
- Hans-Joachim Theil
- Marie Ulfers
- Ernst Voß
- Walter Volbehr
- Falko Weerts
- Walter Wiborg
- Adolf Woderich
- Fritz Worm
- Toni Wübbens
- Alwine Wuthenow

Siehe auch Listen niederdeutsch schreibender Autoren:
- ostfriesisch
- westfälisch: münsterländisch, paderbornisch, sauerländisch
- ostpreußisch
- mecklenburgisch-vorpommersch
- plautdietsch

## Liste plattdeutscher Filme, Musikgruppen u.a.
Filme
- Apparatspott-Reihe:
  - 1999: De Apparatspott – Ick heep keene Lust mehr hier ünnen
  - 2003: Apparatspott – Gerangel in Ruum un Tied
  - 2008: Apparatspott – Dat mokt wie gistern
- Boot un Dood (Kriminalkomödie; 2020)
- Ostfriesisch für Anfänger (Komödie; 2016)
- Ritter Trenk op Platt (Kinderfilm, ursprünglich hochdeutsch 2015, plattdeutsch 2018)

Fernsehserien
- Büttenwarder op Platt

Comic-Reihen
- Asterix

Musikgruppen
- De fofftig Penns
- De Plattfööt
- De Tampentrekker
- Die Tüdelband
- Godewind
- Laway
- Piatkowski & Rieck
- Speelwark
- Torfrock

Sänger
- Hannes Wader: Plattdeutsche Lieder
- Ina Müller
- Knut Kiesewetter
- Helmut Debus
- Wolfgang Rieck

Schauspieler
Von Gerd Micheel gibt es Aufnahmen des gesamten Werks von Fritz Reuter für den Rundfunk.
Verlage
- Hinstorff Verlag insbesondere mit Publikationen bzgl. Fritz Reuter
- Quickborn-Verlag insbesondere mit Publikationen bzgl. Klaus Groth

### Allgemeines
- Gerhard Cordes, Dieter Möhn (Hrsg.): Handbuch zur niederdeutschen Sprach- und Literaturwissenschaft. (NSL.) Erich Schmidt Verlag, Berlin 1983, ISBN 3-503-01645-7.
- Klaas Hinrich Ehlers: Mecklenburgisch-Vorpommersch, Mittelpommersch, Brandenburgisch. In: Joachim Herrgen, Jürgen Erich Schmidt: Sprache und Raum. Ein internationales Handbuch der Sprachvariation. Band 4: Deutsch (= Handbücher zur Sprach- und Kommunikationswissenschaft. Band 30.4). De Gruyter Mouton, Berlin/Boston 2019, ISBN 978-3-11-018003-9, S. 590–615.
- Michael Elmentaler: Nordniederdeutsch, Ostfälisch, Westfälisch, Nordrheinmaasländisch. In: Joachim Herrgen, Jürgen Erich Schmidt: Sprache und Raum. Ein internationales Handbuch der Sprachvariation. Band 4: Deutsch (= Handbücher zur Sprach- und Kommunikationswissenschaft. Band 30.4). De Gruyter Mouton, Berlin/Boston 2019, ISBN 978-3-11-018003-9, S. 550–590.
- William Foerste: Geschichte der niederdeutschen Mundarten. In: Wolfgang Stammler (Hrsg.): Deutsche Philologie im Aufriss. 1. Band. 2. Auflage, Erich Schmidt Verlag, Berlin 1957, Sp. 1730–1898.
- Klaas Heeroma: Niederländisch und Niederdeutsch. 3. Auflage. Bonn 1976 (Nachbarn 2).
- Kommission für Mundart- und Namenforschung Westfalens (Hrsg.): Niederdeutsche Studien. Böhlau, ISSN 0549-1614 (monografische Reihe, erscheint seit 1954).
- Friedrich Ernst Peters: Formelhaftigkeit, ein Wesenszug des Plattdeutschen. Westphal, Wolfshagen-Scharbeutz 1939.[149]
- Friedrich Ernst Peters: Anmerkungen zur Frage des Plattdeutschen. In: F. E. Peters: Heine Steenhagen wöll ju dat wiesen! Die Geschichte eines Ehrgeizigen. Husum-Verlag, Husum 2012; Online: Potsdam, Universitätsverlag Potsdam, 2012.[150]
- Willy Sanders: Sachsensprache, Hansesprache, Plattdeutsch. Sprachgeschichtliche Grundzüge des Niederdeutschen. Vandenhoeck & Ruprecht, Göttingen 1982, ISBN 3-525-01213-6 (Sammlung Vandenhoeck).
- Dieter Stellmacher: Niederdeutsche Sprache. 2. Auflage. Weidler, Berlin 2000, ISBN 3-89693-326-4 (Germanistische Lehrbuchsammlung 26).

### Wortschatz
Populäre Wörterbücher:
- Renate Herrmann-Winter: Kleines plattdeutsches Wörterbuch für den mecklenburgisch-vorpommerschen Sprachraum. Hinstorff, Rostock 1985 (und weitere Auflagen).
- Renate Herrmann-Winter: Neues hochdeutsch-plattdeutsches Wörterbuch für den mecklenburgisch-vorpommerschen Raum. Hinstorff, Rostock 1999 (und weitere Auflagen).
- Johannes Sass: Der neue Sass – Plattdeutsches Wörterbuch – Plattdeutsch – Hochdeutsch, Hochdeutsch – Plattdeutsch. 6. Auflage, Wachholtz Verlag, Neumünster 2011, ISBN 978-3-529-03000-0.

Wissenschaftlich erarbeitete Wörterbücher:
- Hamburgisches Wörterbuch. 5 Bände. Wachholtz Verlag, Neumünster 1985–2006.
- Mecklenburgisches Wörterbuch. 7 Bände. Wachholtz, Neumünster, später Akademie, Berlin 1937–1992. Unveränderter, verkleinerter Nachdruck Wachholtz, Neumünster 1996. Nachtrags- und Registerband ebenda 1998.
- Niedersächsisches Wörterbuch. Band 1 ff. Wachholtz, Neumünster 1953 ff.
- Pommersches Wörterbuch. Band 1 f. Akademie, Berlin 1997 ff.
- Schleswig-Holsteinisches Wörterbuch. 5 Bände. Wachholtz, Neumünster 1927–1935; Nachdruck ebenda 1985.

### Grammatik
- Martin Durrell: Westphalian and Eastphalian. In: Charles V. J. Russ (Hrsg.): The Dialects of Modern German. A Linguistic Survey. Routledge, London 1990, ISBN 0-415-00308-3, S. 59–90.
- Reinhard H. Goltz, Alastair G. H. Walker: North Saxon. In: Charles V. J. Russ (Hrsg.): The Dialects of Modern German. A Linguistic Survey. Routledge, London 1990, ISBN 0-415-00308-3, S. 31–58.
- R[udolf] E. Keller: Westphalian: Mönsterlänsk Platt. In: German Dialects. Phonology & Morphology, with selected texts. Manchester University Press, Manchester 1961, S. 299–338.
- R[udolf] E. Keller: North Saxon: Lower Elbe. In: German Dialects. Phonology & Morphology, with selected texts. Manchester University Press, Manchester 1961, S. 339–381.
- Robert Langhanke: Niederdeutsch. In: Janet Duke (Hrsg.): EuroComGerm. Germanische Sprachen lesen lernen. Band 2: Seltener gelernte germanische Sprachen. Afrikaans, Färöisch, Friesisch, Jenisch, Jiddisch, Limburgisch, Luxemburgisch, Niederdeutsch, Nynorsk. Shaker, Düren 2019, ISBN 978-3-8440-6412-4, S. 225–266.
- Wolfgang Lindow u. a.: Niederdeutsche Grammatik (= Schriften des Instituts für Niederdeutsche Sprache. Reihe Dokumentation 20). Verlag Schuster, Leer 1998, ISBN 3-7963-0332-3.
- Helmut Schönfeld: East Low German. In: Charles V. J. Russ (Hrsg.): The Dialects of Modern German. A Linguistic Survey. Routledge, London 1990, ISBN 0-415-00308-3, S. 91–135.
- Heinrich Thies: Plattdeutsche Grammatik. Formen und Funktionen. A–Z (= Kiek mal rin – zum Nachschlagen). 2. Auflage. Wachholtz Verlag, Neumünster 2011, ISBN 978-3-529-03200-4.

### Niederdeutsche Literatur
- Heinrich Karl Adolf Krüger: Geschichte der niederdeutschen oder plattdeutschen Literatur vom Heliand bis zur Gegenwart. Stiller, Schwerin 1913.
- Wolfgang Stammler: Geschichte der niederdeutschen Literatur. Von den ältesten Zeiten bis auf die Gegenwart. Teubner, Leipzig 1920.
- Claus Schuppenhauer: Plattdeutsche Klassiker 1850–1950. Wege zur niederdeutschen Literatur (= Schriften des Instituts für Niederdeutsche Sprache. Reihe Dokumentation 7). Verlag Schuster, Leer 1982, ISBN 3-7963-0209-2.

### Sprachsituation
- Birte Arendt: Niederdeutschdiskurse: Spracheinstellungen im Kontext von Laien, Printmedien und Politik (= Philologische Studien und Quellen. H. 224). E. Schmidt, Berlin 2010, ISBN 978-3-503-12223-3.
- Michael Elmentaler, Peter Rosenberg: Norddeutscher Sprachatlas. Olms, Hildesheim (2 Bände, 2015–2022).
- Hans Joachim Gernentz: Niederdeutsch – gestern und heute. Beiträge zur Sprachsituation in den Nordbezirken der Deutschen Demokratischen Republik in Geschichte und Gegenwart (= Hinstorff-Bökerie. Niederdeutsche Literatur. 11). 2. Auflage. Hinstorff, Rostock 1980, ZDB-ID 1166820-9.
- Ulf-Thomas Lesle: Plattdeutsch zwischen gestern und morgen: Geschichtsbeschleunigung und die Suche nach der identitas. In: Robert Peters, Horst P. Pütz, Ulrich Weber (Hrsg.): Vulpis Adolatio. Festschrift für Hubertus Menke zum 60. Geburtstag. Heidelberg 2001, S. 429–449.
- Ulf-Thomas Lesle: Das Eigene und das Fremde: ‚Der Fall des Niederdeutschen‘ – Beispiel eines Identitätsdiskurses. In: Zeitschrift für Religions- und Geistesgeschichte. Jg. 66, H. 1, 2014, S. 32–55.
- Ulf-Thomas Lesle: Identitätsprojekt Niederdeutsch. Die Definition von Sprache als Politikum. In: Robert Langhanke (Hrsg.): Sprache, Literatur, Raum. Festschrift für Willy Diercks. Verlag für Regionalgeschichte, Bielefeld 2015, ISBN 978-3-89534-867-9, S. 693–741.
- Ulf-Thomas Lesle: Germanistik und Niederdeutsch. Liaison im Schatten eines Essentialismus. In: Michael Fahlbusch et al. (Hrsg.): Völkische Wissenschaften: Ursprünge, Ideologien und Nachwirkungen. De Gruyter, Berlin/Boston 2020, ISBN 978-3-11-065272-7, S. 79–101.
- Hubertus Menke: Een’ Spraak is man bloots een Dialekt, de sik to Wehr setten kann. Nachlese zur Diskussion um die Europäische Sprachenschutzcharta. In: Ursula Föllner (Hrsg.): Niederdeutsch. Sprache und Literatur der Region (= Literatur – Sprache – Region. 5). Lang, Frankfurt am Main u. a. 2001, ISBN 3-631-37194-2, S. 9–33.
- Hubertus Menke: Niederdeutsch: Eigenständige Sprache oder Varietät einer Sprache? In: Nina Hartel, Barbara Meurer, Eva Schmitsdorf (Hrsg.): Lingua Germanica. Studien zur deutschen Philologie. Jochen Splett zum 60. Geburtstag. Waxmann, Münster u. a. 1998, ISBN 3-89325-632-6, S. 171–184.
- Bernd Robben: Der Schwund der plattdeutschen Sprache in der Region Emsland/Grafschaft Bentheim – Zwei Untersuchungen von 1990 und 2011. In: Studiengesellschaft für Emsländische Regionalgeschichte (Hrsg.): Emsländische Geschichte 18. Haselünne 2011, S. 101–138.
- Bernd und Eva Robben: Mundartgebrauch im Emsland – Eine regionale Schüler- und Elternbefragung (1990). In: Studiengesellschaft für Emsländische Regionalgeschichte (Hrsg.): Emsländische Geschichte 18. Haselünne 2011, S. 62–99.
- Fritz Specht: Plattdeutsch (= Was nicht im Wörterbuch steht. Band IV). Piper Verlag, München 1934.